# استان فارس
استان فارس یکی از استان‌های ایران است که در بخش جنوب این کشور واقع شده است. این استان با گستره‌ای نزدیک به ۱۲۲٬۶۰۸ کیلومتر مربع، چهارمین استان بزرگ ایران و با جمعیتی برابر با ۵٬۰۵۴٬۷۰۰ نفر، بر پایه برآورد جمعیتی سال ۱۴۰۰ خورشیدی مرکز آمار ایران، چهارمین استان پرجمعیت ایران به‌شمار می‌رود. بر پایه تقسیمات کشوری سال ۱۴۰۲ خورشیدی، استان فارس به ۳۷ شهرستان، ۹۷ بخش و ۱۲۴ شهر تقسیم شده است. بیشینه این استان را فارس‌ها (شامل: لارستانی‌ها یا اَچُمی‌ها، باصری‌ها و کهمره‌ای‌ها) تشکیل داده‌اند اما اقلیت‌هایی از قشقایی‌ها، لرها، عرب‌های خمسه و کُردها نیز در این استان حضور دارند که هر یک به زبان‌های گوناگونی مانند فارسی (شامل: گویش باصری و گویش کهمره‌ای)، لارستانی (اچمی)، لری، ترکی قشقایی، عربی و کُردی سخن می‌گویند.
مرکز استان فارس، کلانشهر شیراز است که بر پایه برآورد، پرجمعیت‌ترین شهر این استان و پنجمین شهر پرجمعیت کشور به‌شمار می‌آید. پس از شیراز، شهرهای مرودشت، جهرم و فسا به ترتیب پرجمعیت‌ترین شهرهای این استان هستند و همگی بیش از ۱۰۰ هزار نفر جمعیت دارند.
منابع مهم اقتصاد این استان بر پایه کشاورزی و دامداری، شهرک‌های مختلف صنعتی، پالایشگاه‌ها، صنایع پتروشیمی و نیروگاه‌های گوناگون برپا شده است.
آب و هوای استان فارس در بخش‌های گوناگون این استان به سه گونه کوهستانی، معتدل و گرم تقسیم می‌شود. استان فارس با وجود جاذبه‌های انبوه فرهنگی، تاریخی، طبیعی و مذهبی، یکی از مراکز مهم گردشگری ایران است. همچنین شماری از مراکز مهم دانشگاهی ایران نیز در این استان واقع شده است.

## نام

نقشه گستره فارس و لارستان در بخشی از نقشه ایران در دوره افشاریه. در این نقشه واژه فارسستان (Farsistan) برای این سرزمین گفته شده است.

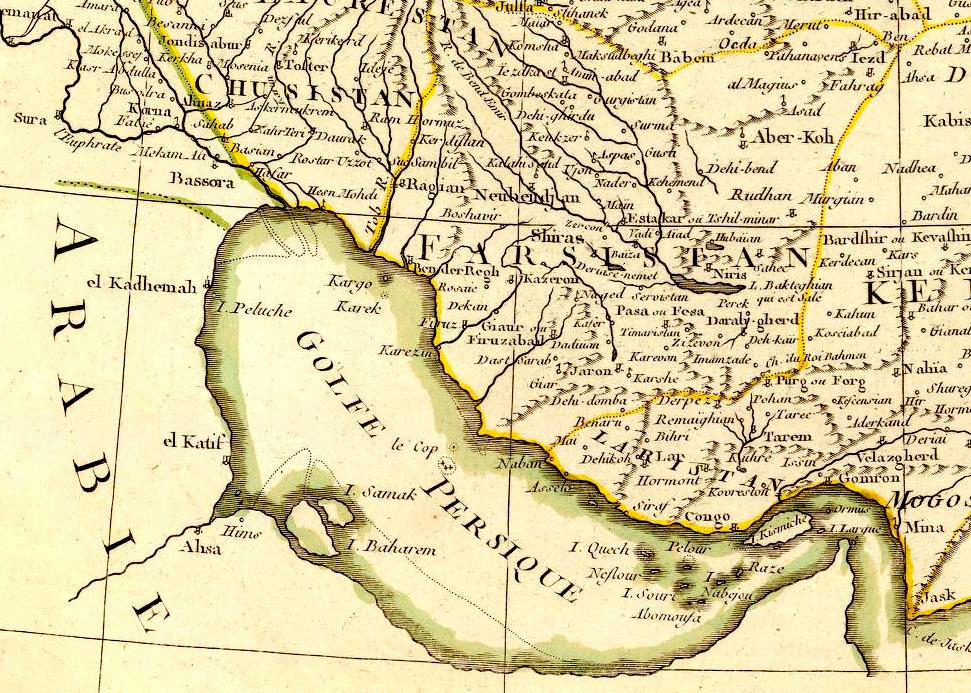
نقشهٔ فرانسوی امپراتوری پارس که در سال ۱۷۸۷ میلادی منتشر شده است نام فارسستان و لارستان.

فارس در سنگ‌نوشته‌های هخامنشی به شکل پارسه، و در نوشته‌های یونانی، به شکل پرسیس آمده و «فارس» و «فارسی»، شکل عربیشده «پارس» و «پارسی» هستند. فارس، سرزمین گسترده‌ای است که بخشی از نیمروز و نیمروز باختری کشور ایران را فراگرفته و درحدود یازده سده پیش از میلاد مسیح، محل سکونت یکی از خاندان آریایی به نام پارس بوده است. بر همین اساس، پارس نام‌گذاری شده است.
نام خلیج فارس برگرفته از نام همین منطقه است که در سال ۱۳۵۲ هجری خورشیدی در تقسیمات کشوری، پیوستگی استان فارس با خلیج فارس لغو شد و مناطق کرانه خلیج فارس به استان بوشهر پیوست شدند.
مرکز استان فارس، از آغاز حکومت‌های اسلامی یا به عبارتی دوران اسلامی، شهر شیراز بوده است.

## پیشینه

### پیش از اسلام

#### ظهور پارس
در چند هزار سال پیش، در این ایالت اقوام بومی این سرزمین به‌ویژه ایلامیان سکونت داشته‌اند که از آنان آثار زیادی در گوشه و کنار فارس بر جای مانده است که نشانگر این است این ناحیه ناحیه‌ای آباد و فرهنگی بوده است. پارسها مردمی آریایی نژاد بوده‌اند که معلوم نیست چه زمانی به فلات ایران آمده‌اند، در کتیبه‌های پادشاه امپراتوری آشور شمشی-ادد پنجم ۸۲۳ تا ۸۱۰ پیش از میلاد و در کتیبهٔ سناخریب در سال ۶۹۱ پیش از میلاد و همچنین در یک رشته از نامه‌های آرشیو پادشاهان آشور که مربوط به حوادث ۶۵۳ تا ۶۵۲ پیش از میلاد است، پارسوآش به عنوان یکی از ایالات منتهی ایلامی ذکر شده است، به عقیده محققان پارسوآش امکان دارد که همان پارس باشد. در برخی از منابع پارسوا با پارسواش یکسان دانسته شده است اما ریچارد نلسون فرای می‌نویسد گمان نمی‌رود که پارسواش همان استان پارسوای آشور در خاور دریاچه ارومیه باشد.
بر اساس اسناد مورخان یونانی قبایل پارسی به شش طایفهٔ شهری و ده‌نشین و پنج طایفهٔ چادرنشین تقسیم می‌شدند، طایفه‌های شهری عبارتند از: پاسارگادیان، مرفیان، ماسپیان، پانتالیان، دروسیان، گرمانیان که مهم‌ترین آن‌ها پاسارگادیان بودند و قبیلهٔ هخامنشی و پادشاهان ناحیهٔ پارس از این قبیله هستند همچنین چهار طایفهٔ چادرنشین عبارتند از: دائی‌ها، کوهناروها (یا جبل انارویه‌ها)، مردها، دروپیک‌ها، ساگارتی‌ها. دولت ایلامیان در سال ۶۳۶ پیش از میلاد به دست آشوریان از بین رفت و شوش پایتخت آن به دست طایفه‌های پارس افتاد.

#### از هخامنشیان تا ساسانیان
مؤسس پادشاهی پارس هخامنش است که تقریباً در سال ۶۵۰ قبل از میلاد می‌زیست. پایتخت او شهری بوده است به همین نام که خرابه‌های آن هنوز باقی است. از خود هخامنش که سلسلهٔ بزرگی به نام او خوانده شده است، چندان اطلاعی در دست نیست اما محتمل است که او طایفه‌های مختلف پارس را متحد کرده باشد. پسر او چیش‌پیش از ضعف دولت عیلام بعد از مغلوبیت آن‌ها در مقابل آشوربنیپال استفاده کرد و ناحیه موسوم به انزان یا انشان را که شامل شوش و مجاور آن خوزستان بوده متصرف شد و عنوان پادشاه انشان را اختیار کرد چون وفات یافت یکی از پسرهایش مالک انشان و آن دیگری صاحب سرزمین پارس گردید. در سده ششم قبل از میلاد هر دو قسمت به اطاعت یک نفر از دودمان مذکور درآمد که کمبوجیه یکم نام داشت. وی دختر استیاکس پادشاه ماد به نام ماندانا را به زنی اختیار کرد و کوروش بزرگ فرزندی بود که از این وصلت پیدا شد. کوروش در سال ۵۵۹ قبل از میلاد جانشین پدر شد و در سال ۵۵۰ بر مملکت ماد تسلط یافت و اکباتان پایتخت آن را تسخیر کرد. کوروش اکباتان را پایتخت تابستانی و شوش را پایتخت زمستانی خود قرار داد و نخستین دولت بزرگ جهانی یعنی شاهنشاهی هخامنشی را بدین ترتیب به‌وجود آورد. هخامنشیان ۲۲۰ سال (از ۵۵۰ پیش از میلاد تا ۳۳۰ پیش از میلاد) بر بخش بزرگی از جهان شناخته‌شده آن روز از رود سند تا دانوب در اروپا و از آسیای میانه تا اَپاختر خاوری آفریقا فرمان راندند. شاهنشاهی هخامنشی به دست اسکندر مقدونی برافتاد.

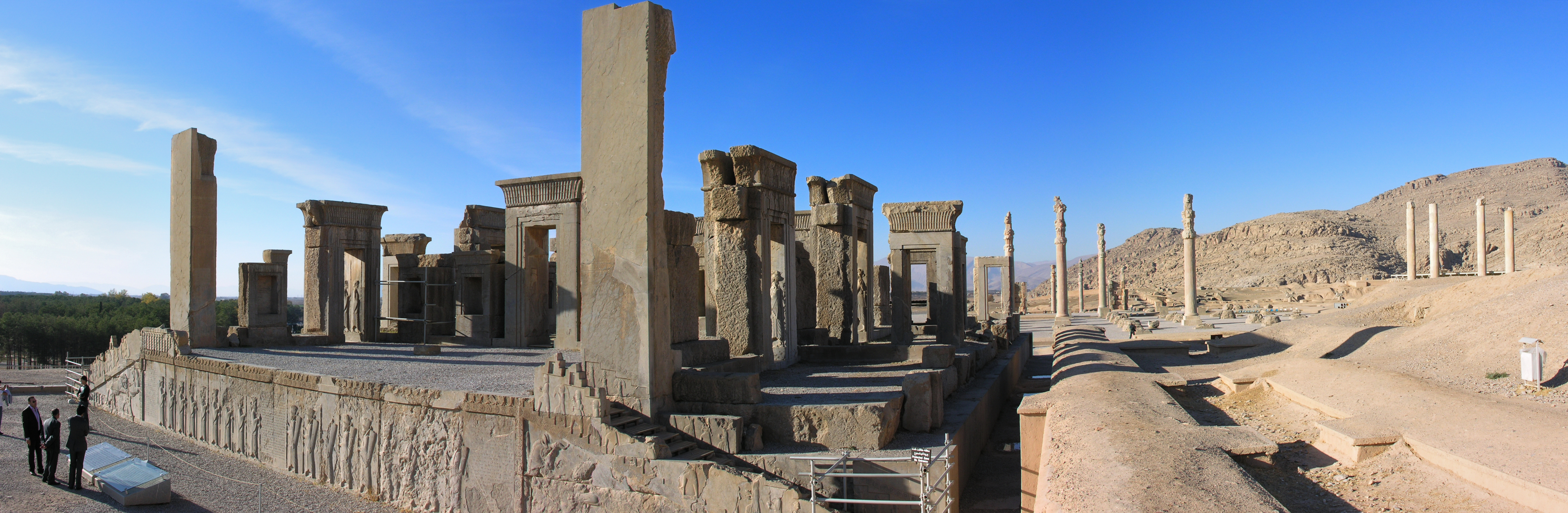
سراسرنمای تخت جمشید، در استان فارس

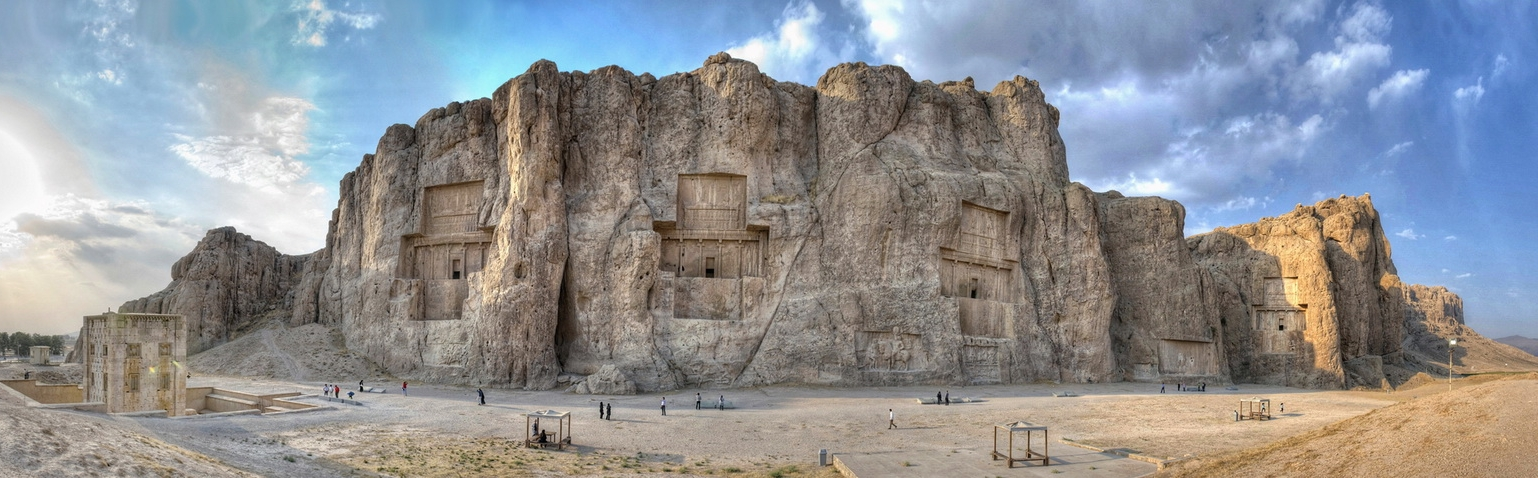
سراسرنمای نقش رستم، در استان فارس

بعد از اسکندر و در زمان سلوکیان کشور ایران جزو مستملکات یونان بود تا سرانجام در سال ۲۵۶ پیش از میلاد، پارتها که بیشتر محققان آن‌ها را شاخه‌ای از نژاد آریایی می‌دانند و در خراسان امروزی می‌زیستند، قیام کردند و توانستند با جنگ‌های متعدد دولت اشکانیان را تأسیس کنند.
در زمان اشکانیان ممالک مختلفی که جزو دولت اشکانی بودند استقلال داخلی خود و حتی سلسلهٔ پادشاهان محلی را حفظ می‌کردند از آن جمله در پارس سکه‌هایی از پادشاهان محلی به دست آمده که می‌توان از روی آن به اسامی بسیاری از پادشاهان محلی پارس در زمان اشکانیان پی برد. سلسله پادشاهان این دوره در پارس را به این سبب که هر کدام از پادشاهان مزبور هم پادشاه بودند و هم رئیس آتشکده سلسلهٔ روحانی آثرپاتا می‌نامند.
پدر مؤسس سلسلهٔ ساسانیان، اردشیر بابکان، ساسان نام داشت و موبد معبدی در استخر در ایالت پارس بود. اردشیر بابکان در سال ۲۲۳ میلادی علم طغیان برداشت و پس از کشته شدن اردوان پنجم، تیسفون پایتخت اصلی اشکانیان را گرفت پس از آن تمام ایران در تحت اقتدار او درآمد. اردشیر بابکان قبل از دست یافتن به پادشاهی شهر اردشیر خُورّه را که امروزه فیروزآباد نامیده می‌شود، بازسازی کرد. این شهر قبل از آن شهر گور یا شهرجور نام داشت. این شهر نخستین پایتخت سلسه ساسانیان بوده است لکن پس از گسترش امپراتوری و به لحاظ ارتباط مناسب با همه نقاط جغرافیای این امپراتوری، پایتخت را در نزدیکی تیسفون قرار داد. اردشیر بابکان همچنین نام ایالت گور را نیز به ایالت اردشیرخوره تغییر داد. ایالت اردشیر خُورّه یکی از بخش‌های قدیم فارس بود که شهرهای شیراز، فیروزآباد، خفر، میمند، سیراف و کازرون در آن واقع بود. در دوره ساسانی فارس به ۵ ناحیه تقسیم می‌شد: ارجان، اردشیرخوره، استخر، دارابگرد و شاپورخوره. پس از چیرگی اعراب، شیراز به جای اردشیر خُورّه مرکز فارس گردید.

### پس از اسلام

#### از ظهور اسلام تا صفویه
در زمان خلافت عثمان در سال ۲۸ هجری قمری استخر و فیروزآباد به تصرف فرماندهان سپاه دولت راشدین درآمد و تمامی فارس ضمیمه متصرفات دولت راشدین شد و به تدریج مردم فارس نیز مسلمان شدند. فرماندهان دولت راشدین در ایالت فارس را به پنج ولایت که هر یک را یک کوره می‌گفتند، همانند دوره ساسانیان که کوره‌های اردشیرخوره به مرکزیت گور، شاپور به مرکزیت شاپور، قباد به مرکزیت ارجان، استخر به مرکزیت پرسپولیس و دارابجرد به مرکزیت دارابجرد ازجمله این کوره‌ها بودند و این تقسیم‌بندی، تا حمله مغول باقی‌ماند. در زمان ضعف قدرت خلافت امویان در سده سوم هجری قمری، فارس به تصرف یعقوب لیث مؤسّس سلسله صفاریان درآمد. او شیراز را تصرف کرد و برادرش عمرو لیث مسجد جامعی در شهر ساخت که هنوز هم پابرجاست. پس از آن، فارس به تصرف آل بویه درآمد و عضدالدوله دیلمی بر بیشتر ایران و قسمتی از بین‌النهرین تسلط یافت. از کارهای برجسته او ساختن بند امیر بر رود کر بود.
پس از آل بویه، سلجوقیان بر فارس مسلط شدند. با ضعف سلجوقیان، سنقرابن مودود، دودمان اتابکان فارس را تأسیس کرد. این دودمان، در ۵۴۳ هجری قمری بر سرزمین فارس فرمانروایی یافت و آخرین فرمانروای آن، آبش خاتون، پس از یک سال سلطنت در ۶۶۷هجری قمری به همسری منکو تیمور، یکی از پسران هلاکوخان مغول درآمد. از آن پس سلطنت وی نامی بیش نبود و چندی نگذشت که فارس به دست امرای مغول افتاد. پس از سلجوقیان اتابکان فارس به حکومت پرداختند و هنوز آثاری از آنان مانند مسجد نو شیراز در شهر باقی‌است. اتابکان با دادن پول و اطاعت کردن از سرداران فاتح مغول فارس را از خرابی و تاخت و تاز آن قوم مصون داشتند ولی پس از ضعف این خاندان، مغول بر فارس مسلط شده و حکامی از جانب خود به این سرزمین می‌فرستادند که سعدی از برخی از آن‌ها در اشعار خود یاد کرده است. در ۷۵۴ هجری قمری، امیر مبازرالدین محمد پادشاه سلسله آل مظفر، فارس را تصرف کرد. شاهان این دودمان تا سال ۷۹۵ هجری قمری، که امیر تیمور خاندان آل مظفر را برانداخت بر فارس فرمانروایی داشتند.

#### از صفویه تا قاجار

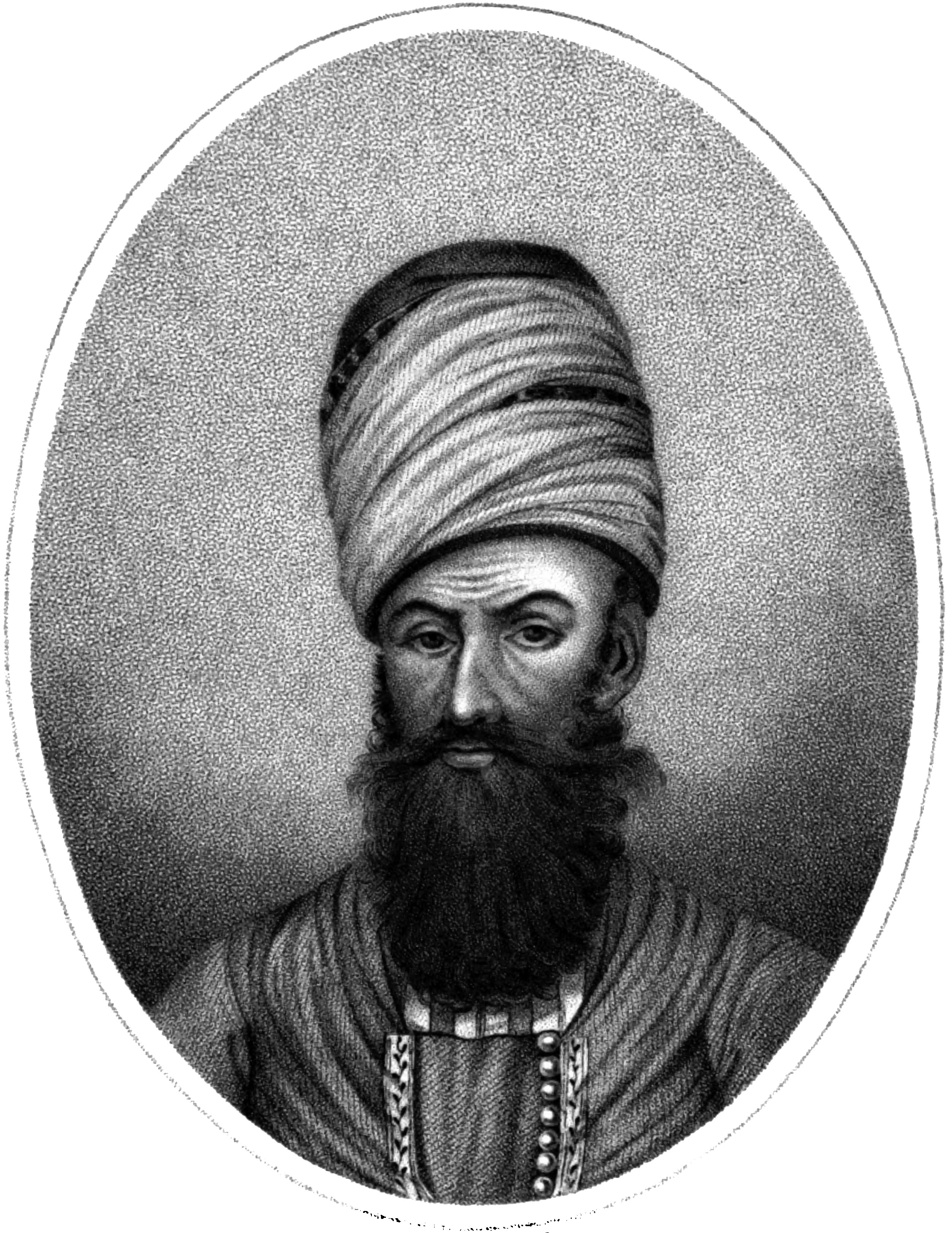
کریم خان زند

در سال ۹۰۹ هجری قمری، فارس به دست شاه اسماعیل صفوی افتاد. در زمان جانشینان او، فارس و مرکز آن شیراز، آبادی و رونق یافت. در این دوران، الله‌وردی خان گرجی و پسرش امام قلی خان که در آن زمان فرمانروایان فارس بودند، در زیبا ساختن و آبادانی شهر شیراز کوشیدند. در جنگ میان نادرشاه و افغانیان غلزایی تحت فرمان اشرف افغان، فارس رنج و ویرانی فراوانی دید. این جنگ با شکست افغانیان در ۱۱۴۲ هجری قمری پایان یافت. پس از مرگ نادر شاه، بار دیگر فارس دستخوش پریشانی شد.
ولایت فارس با مرکزیت شیراز از ۱۵۰۳ تا ۱۵۹۵ میلادی در دست سران قبیلهٔ ذوالقدر بود تا آن‌که شاه عباس آخرین ایشان را برکنار کرد و در راه کاستن از قدرت قزلباش‌ها گام برداشت. بخشی از زمین‌ها مستقیماً زیر ادارهٔ دولت مرکزی قرار داشت و شماری دیگر نیز همچنان به‌دست حاکمان موروثی و به‌عنوان تابعان شاه اداره می‌شد.
با روی کار آمدن کریم خان زند صلح و آبادی به این ناحیه بازگشت. شیراز را پایتخت خود گردانید و در آبادانی آن کوشش نمود. ارگ کریمخانی، بازار وکیل، حمام وکیل و مسجد وکیل در شیراز از کریمخان زند ملقب به وکیل الرعایا به یادگار مانده است.
پس از مرگ کریم‌خان در سال ۱۱۹۳ هجری قمری، بر سر جانشینی او میان بازماندگانش اختلاف پدید آمد و سرانجام، لطفعلی‌خان زند به فرمانروایی رسید. پس از آن، فارس در جنگ‌های بین لطفعلی‌خان زند و آقا محمد خان قاجار آسیب فراوان دید و سرانجام قاجاریه حکومت یافتند. پس از وفات فتحعلی‌شاه در سال ۱۲۵۰ هجری قمری، پسرش حسینعلی میرزا فرمانفرما در فارس به دعوی سلطنت برخاست، اما کاری از پیش نبرد.

#### قاجار
فارس در دوران قاجاریه، همچنان از سرزمین‌های آباد و پراهمیت کشور به‌شمار می‌آمد و راه ارتباطی خلیج فارس و مرکز به عنوان نخستین خاکریز، مورد توجه خاص کشورهای خارجی بود. یکی از مهم‌ترین حوادث این دوران، معاهدهٔ انحصار تنباکو در زمان ناصرالدین شاه و به دنبال آن حکم میرزای شیرازی و تحریم تنباکو بود. این حکم با درخواست سید جمال الدین اسدآبادی و در پی نامه او اتفاق افتاد و با اعتراضات فراوان مردم، ناصرالدین شاه شاه قاجار، مجبور شد با پرداخت غرامت، این قرارداد را فسخ کند.

#### دوران معاصر
جشن هنر

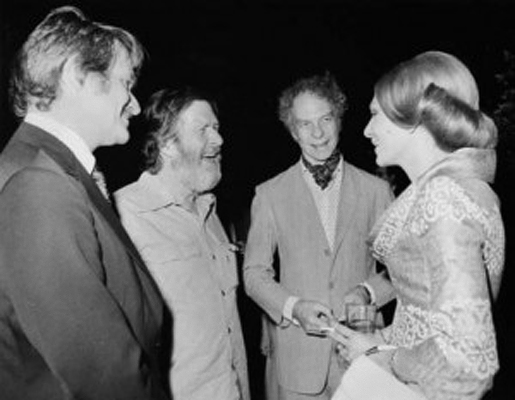
جشن هنر شیراز؛ فرح دیبا با جان کیج و مرس کانینگهام در جشن هنر ۱۳۵۱

شهر شیراز در بین سال‌های ۱۳۴۷ تا ۱۳۵۷ محل برگزاری جشن هنر شیراز بود. این جشنواره در زمان خود بزرگ‌ترین رویداد فرهنگی در نوع خود در سطح جهان بود. این رویداد با هدف تشویق هنرهای سنتی ایران و بالا بردن استانداردهای فرهنگی ایران تشکیل شده بود. همچنین این رویداد محلی بود برای گرد آمدن بزرگ‌ترین هنرمندان سنتی و مدرن ایران و سراسر دنیا در رشته‌های مختلف هنری.
جشن‌های ۲۵۰۰ ساله شاهنشاهی
همچنین جشن‌های ۲۵۰۰ ساله شاهنشاهی ایران به مناسبت دوهزار و پانصد سال تاریخ مدون شاهنشاهی ایران و در زمان سلطنت محمدرضا پهلوی از تاریخ ۱۲ تا ۱۶ اکتبر ۱۹۷۱ (برابر با ۲۰ تا ۲۴ مهر ۱۳۵۰) در تخت جمشید برگزار شد. در این جشن‌ها، سران حکومتی و پادشاهان ۶۹ کشور جهان شرکت کردند و تمدن و تاریخ کهن ایران را ارج نهادند.

## جغرافیا

### جغرافیای سیاسی

#### تقسیمات کشوری
بر طبق آخرین تقسیمات کشوری سال ۱۴۰۲ خورشیدی، استان فارس دارای ۳۷ شهرستان، ۹۷ بخش و ۱۲۷ شهر می‌باشد. شهرستان‌های آباده، ارسنجان، استهبان، اقلید، اوز، بختگان، بوانات، بیضا، پاسارگاد، جویم، جهرم، خرامه، خرم‌بید، خفر، خنج، داراب، رستم، زرقان، زرین‌دشت، سپیدان، سرچهان، سروستان، شیراز، فراشبند، فسا، فیروزآباد، قیر و کارزین، کازرون، کوار، کوه‌چنار، گراش، لارستان، لامرد، مرودشت، ممسنی، مهر و نی‌ریز شهرستان‌های این استان هستند.

### جغرافیای طبیعی
استان فارس تقریباً در نیمروز ایران قرار دارد. این استان به‌طور تقریبی بین مدارهای ۲۷ و ۳۱ درجه اَپاختر و نصف‌النهارهای ۵۰ و ۵۵ درجه طول خاوری واقع شده و از سمت اَپاختر به استان اصفهان، از سمت نیمروز و نیمروز خاوری به استان هرمزگان، از سمت باختر و نیمروز باختری به استان بوشهر، از سمت اَپاختر باختری به استان کهگیلویه و بویراحمد، از سمت خاور به استان کرمان و از سمت اَپاختر خاوری به استان یزد محدود شده است.
مساحت استان فارس ۱۲۲٬۶۰۸ کیلومتر مربع می‌باشد که از این جهت چهارمین استان بزرگ کشور ایران است و تقریباً ۷٫۴٪ مساحت کشور را تشکیل می‌دهد.
ارتفاع استان فارس از سطح دریا در نقاط مختلف این استان متفاوت است و به چهار دسته تقسیم می‌شود. دستهٔ اول که از ارتفاعات اَپاختر و اَپاختر باختری بوده که از کوه‌های سمیرم شروع می‌شود و تا باختر آباده ادامه می‌یابد که بلندترین کوه استان فارس کوه بل واقع در نیمروز باختری شهر اقلید با ارتفاع ۳۹۴۳ متر قبل از کوه عظمت که گردنه معروف کولی‌کش در آن واقع شده است، ختم می‌شود. ارتفاعات برم فیروز نیز در این ناحیه واقع شده و از سپیدان آغاز و به ارسنجان منتهی می‌گردد، دسته دوم که ارتفاعات مرکزی است که کوه‌های اطراف شیراز (سبزپوشان و بمو) و نیز کوه‌های مهارلو، جهرم، خرمن کوه فسا و کوه تودج را دربرمی‌گیرد، دسته سوم ارتفاعات باختری است که در امتداد ارتفاعات کهگیلویه تا کوه‌های ممسنی در دشت ارژن (کوهمره سرخی) ادامه می‌یابد و به کوه‌های سفیدار بین فیروزآباد و جهرم متصل می‌شود و در نهایت دسته چهارم ارتفاعات نیمروز می‌باشد که شامل کوه‌های داراب و ارتفاعات بالنگستان یا هنگستان و کوه‌های لارستان است.

#### دشت‌ها و بیابان‌ها
| وسعت نواحی بیابانی استان فارس | وسعت نواحی بیابانی استان فارس | وسعت نواحی بیابانی استان فارس | وسعت نواحی بیابانی استان فارس | وسعت نواحی بیابانی استان فارس |
| ----------------------------- | ----------------------------- | ----------------------------- | ----------------------------- | ----------------------------- |
| منطقه                         | منطقه                         |                               | درصد                          | درصد                          |
| کویری و بیابانی               | کویری و بیابانی               |                               | ۳۸٪                           | ۳۸٪                           |
| بیابانی                       | بیابانی                       |                               | ۲۷٪                           | ۲۷٪                           |
| در حال بیابانی‌شدن             | در حال بیابانی‌شدن             |                               | ۲۴٪                           | ۲۴٪                           |
| کویری                         | کویری                         |                               | ۱۱٪                           | ۱۱٪                           |

دشت‌های استان فارس از رسوب‌های آبرفتی تشکیل شده‌اند، این دشت‌ها را با توجه به موقعیت جغرافیایی آن‌ها می‌توان به دو بخش میانه و باختری و همچنین بخش نیمروزی و خاوری تقسیم‌بندی کرد، در بخش میانه و باختری دشت‌هایی وجود دارند که موقعیت کشاورزی دارند و بیشتر به این منظور استفاده می‌شوند اما در بخش نیمروزی و خاوری بیشتر بیابان و کویر دیده می‌شود که این بیابان‌ها حدود ۱/۸۴ میلیون هکتار برابر با ۱۵ درصد، پهنه استان فارس را دربر گرفته‌اند. در برخی از مناطق بیابانی استان فارس مانند کویر قطرویه در خاور استان و محدوده شهر نی‌ریز، به علت تبخیر شدید، نمک سطح بیابان را پوشانده و کویر را به وجود آورده است.

#### دریاچه‌ها

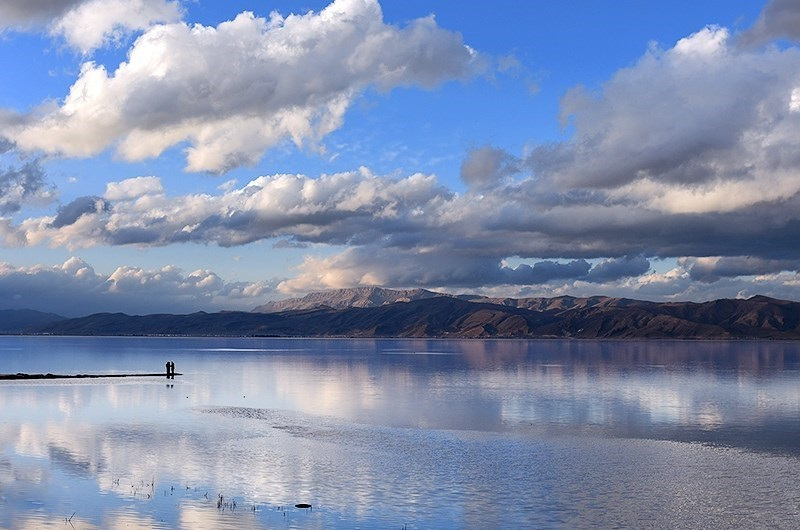
دریاچه مهارلو در ۱۵ کیلومتری خاور شیراز

در استان فارس دریاچه‌های متعددی وجود دارد، به‌طوری‌که بیشترین تعداد دریاچه‌های دائمی کشور در استان فارس واقع شده‌اند. دریاچه‌های استان فارس را می‌توان به دریاچه‌های آب شور و دریاچه‌های آب شیرین تقسیم‌بندی نمود. از میان دریاچه‌های آب شور استان می‌توان به دریاچه مهارلو، بختگان، طشک و هیرم اشاره کرد. از میان دریاچه‌های آب شیرین استان نیز می‌توان به دریاچه پریشان (بزرگ‌ترین دریاچه آب شیرین کشور)، تالاب ارژن، دریاچه برم شور، دریاچه کافتر، دریاچه هفت برم سد رودبال فارس و دریاچه سد درودزن اشاره نمود. وسعت دریاچه‌های شور استان تقریبأ ۱۴۵۰۰۰ هکتار و وسعت دریاچه‌های آب شیرین تقریبأ ۳۰۰۰۰ هکتار است.

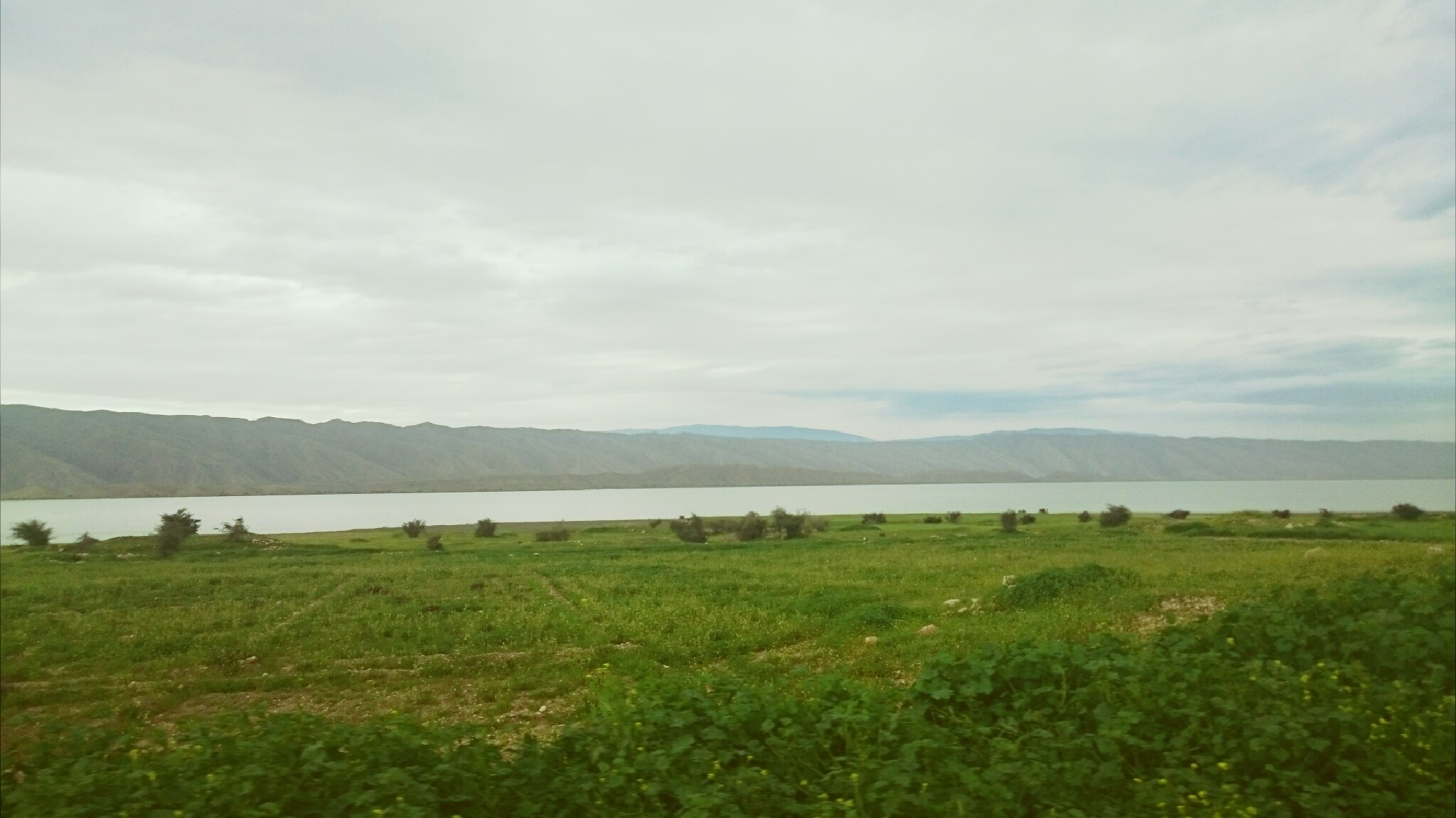
دورنمایی از دریاچه هرم در قشلاق ایل باصری در منطقه هَرم لارستان

#### کوه‌ها
۷۰ درصد از وسعت استان فارس در ناحیه کوهستانی قرار گرفته و در دوره ترشیاری به وجو آمده‌اند و با گذشت میلیون‌ها سال از پیدایش آن‌ها جزء کوه‌های جوان محسوب می‌شوند. کوه‌های زاگرس جهت‌های اَپاختر باختری و نیمروز خاوری استان فارس را به صورت منطقه ویژه کوهستانی درآورده است. قسمت عمده این ناهمواری‌ها بر اثر یک سلسله حرکات شدید کوهزایی ایجاد شده و تحت تأثیر عوامل فرسایشی نظیر بادهای تند و آب‌های روان به صورت کنونی درآمده است. استان فارس را می‌توان به دو ناحیه مشخص طبیعی تقسیم کرد، اول ناحیه اَپاختری و اَپاختر باختری که از ارتفاعات به هم پیوسته‌ای تشکیل شده و گردنه‌های صعب‌العبور و دره‌های عمیق دارد و دوم ناحیه نیمروز و نیمروز خاوری که در فاصله میان رشته‌کوه‌های فرعی قرار گرفته و شامل دشت‌های شیراز، جهرم، کازرون، نی‌ریز، مرودشت و مرکزی است.
جنس کوه‌های استان فارس، اغلب سنگ‌های آهکی(کلسیم کربنات) می‌باشد. درز و شکاف‌های فراوان در این سنگ‌ها باعث تشکیل سفره‌های آب زیرزمینی فراوانی شده‌اند. در این کوه‌ها انواع اشکال فرسایش آهکی (کارستیک) که بر اثر انحلال و رسوب‌گذاری شکل گرفته‌اند دیده می‌شود.
از مهم‌ترین کوه‌های استان می‌توان به کوه بل با ۳۹۴۳ متر ارتفاع، کوه گر با ۳۱۰۹ متر ارتفاع، خرمن کوه با ۳۱۸۳ ارتفاع، کوه تودج با ۳۱۵۰ متر ارتفاع، کوه ختابان بوانات با ۳۳۶۲ کوه سپیدار واقع در فرمشکان کوار و خفر و میمند با ۳۱۷۰متر ارتفاع، کوه قلات بوانات با ۲۵۵۰ ارتفاع و کوه قند یله با ۲۳۵۰ متر ارتفاع اشاره نمود.

#### رودخانه‌ها
از مهم‌ترین رودخانه‌های فارس، می‌توان به رودخانه‌های، شادکام، فهلیان، فیروزآباد، شش پیر، پیرآب، کر، آغاج، سیمکان، چوبخله، شور جهرم، شور لار، خشک و موند (مند) اشاره کرد.

### آب و هوا
| میانگین درصد بارش استان فارس در فصول مختلف | میانگین درصد بارش استان فارس در فصول مختلف | میانگین درصد بارش استان فارس در فصول مختلف | میانگین درصد بارش استان فارس در فصول مختلف | میانگین درصد بارش استان فارس در فصول مختلف |
| ------------------------------------------ | ------------------------------------------ | ------------------------------------------ | ------------------------------------------ | ------------------------------------------ |
| فصل                                        | فصل                                        |                                            | درصد                                       | درصد                                       |
| بهار                                       | بهار                                       |                                            | ۱۶٫۲٪                                      | ۱۶٫۲٪                                      |
| تابستان                                    | تابستان                                    |                                            | ۲٫۱٪                                       | ۲٫۱٪                                       |
| پاییز                                      | پاییز                                      |                                            | ۲۶٫۵٪                                      | ۲۶٫۵٪                                      |
| زمستان                                     | زمستان                                     |                                            | ۵۵٫۲٪                                      | ۵۵٫۲٪                                      |

در استان فارس، تحت تأثیر ویژگی‌های توپوگرافیک، سه ناحیه آب و هوایی مشخص پدیدار شده است. ناحیه اول ناحیه کوهستانی اَپاختر، اَپاختر باختر و باختر است که دارای زمستان‌های خیلی سرد و تابستان‌های‌های معتدل و پوشش گیاهی قابل توجه است. میزان بارندگی این ناحیه در حدود چهارصد تا ششصد میلی‌متر در سال گزارش شده است، ناحیه دوم ناحیه مرکزی می‌باشد که در زمستان‌ها آب و هوای سرد توأم با بارندگی و در تابستان‌ها هوایی گرم و خشک دارد. آب و هوای این ناحیه به علت کاهش نسبی ارتفاعات، نسبت به اَپاختر و اَپاختر باختر کمی متفاوت است. میزان بارندگی این ناحیه بین دویست تا چهارصد میلی‌متر در سال است و شهرهای شیراز، جهرم، فسا، فیروزآباد و کازرون ازجمله شهرهای این ناحیه هستند، در نهایت ناحیه سوم ناحیه نیمروز و نیمروز خاوری می‌باشد که به علت کاهش ارتفاع و پهنای گیتایی و نحوه استقرار کوه‌ها، میزان بارندگی این ناحیه در فصل زمستان نسبت به دو فصل بهار و پاییز کمتر است. هوای این ناحیه در زمستان‌ها معتدل و تابستان‌ها بسیار گرم است. میزان بارندگی سالانه آن نیز صد تا دویست میلی‌متر است و شهرهای گراش، لار، لامرد، جویم، اوز و خنج جزو این ناحیه خشک به‌شمار می‌روند. متوسط رطوبت نسبی این ناحیه حداکثر ۸۴٫۵٪ و حداقل ۱۲٫۵٪ است. تعداد روزهای یخبندان در طول سال نیز سی و چهار روز گزارش شده است بادهای محلی که از سمت کوهستان به دشت می‌وزند و عکس این مسیر را می‌پیمایند.
سه توده هوای مختلف استان فارس را تحت تأثیر قرار می‌دهند، اول توده هوای مدیترانه‌ای که از روی دریای مدیترانه به سمت کوه‌های زاگرس می‌آیند و موجب بارش‌هایی به صورت برف (در مناطق مرتفع شمالی و شمال باختر) و باران می‌شوند؛ دوم توده هوای سودانی که در فصل زمستان از مرکز کم‌فشار سودان شکل گرفته و با فعال شدن بر روی دریای سرخ، استان فارس را تحت تأثیر قرار داده و باعث بارش در بیشتر نقاط استان می‌گردد؛ سوم توده هوای گرم عربستان که در فصل تابستان از سمت شبه جزیره عربستان به سمت استان وزیده و باعث گرما، ورود ذرات گرد و خاک به استان و کوتاه شدن دوره فصل بهار می‌گردد.

### پوشش گیاهی
پوشش گیاهی استان فارس را درختان جنگلی و گیاهان دارویی و صنعتی تشکیل می‌دهد، از مهم‌ترین گونه‌های درختی این استان عبارتند می‌توان به بادام کوهی، بنه و بلوط و برخی از گیاهان دارویی و صنعتی که شیرین بیان، گل گاوزبان، کتیرا، آنغوزه و گون برخی از این‌گونه‌ها هستند. مناطق حفاظت شده‌استان فارس محل رویش بسیاری از گونه‌های گیاهی منطقه می‌باشند. پارک ملی بمو واقع در اَپاختر شهر شیراز از نظر پوشش گیاهی بسیار غنی و قابل اهمیت است و تاکنون بالغ بر ۲۸۰ گونه گیاهی در آن شناسایی و نمونه برداری شده است.

#### جنگل‌ها
استان فارس ۲٫۲ میلیون هکتار جنگل‌ها دارد که ۱٫۲ میلیون هکتار آن مراتع فقیر و یک میلیون هکتار آن مراتع غنی و پرتراکم است. این میزان جنگل، در حدود ۱۷٫۹ درصد سطح استان را فرا گرفته است.
کارشناسان معتقدند وقوع خشکسالی در عرصه‌های منابع طبیعی و جنگل‌ها باعث تشدید در اثرگذاری آفات درختان شده و این عرصه‌ها را با خطر مواجه می‌کند که در این خصوص جنگل‌های بلوط استان فارس به خصوص در کازرون طی مدت گذشته با این مشکل درحال دسته و پنجه نرم کردن است.
از گونه‌های گیاهی غالب جنگل‌های استان فارس می‌توان به بلوط، بنه، زالزالک، گلابی وحشی، اُرُس (سرو کوهی)، بادام کوهی و انجیر وحشی اشاره کرد.

#### باغ‌ها

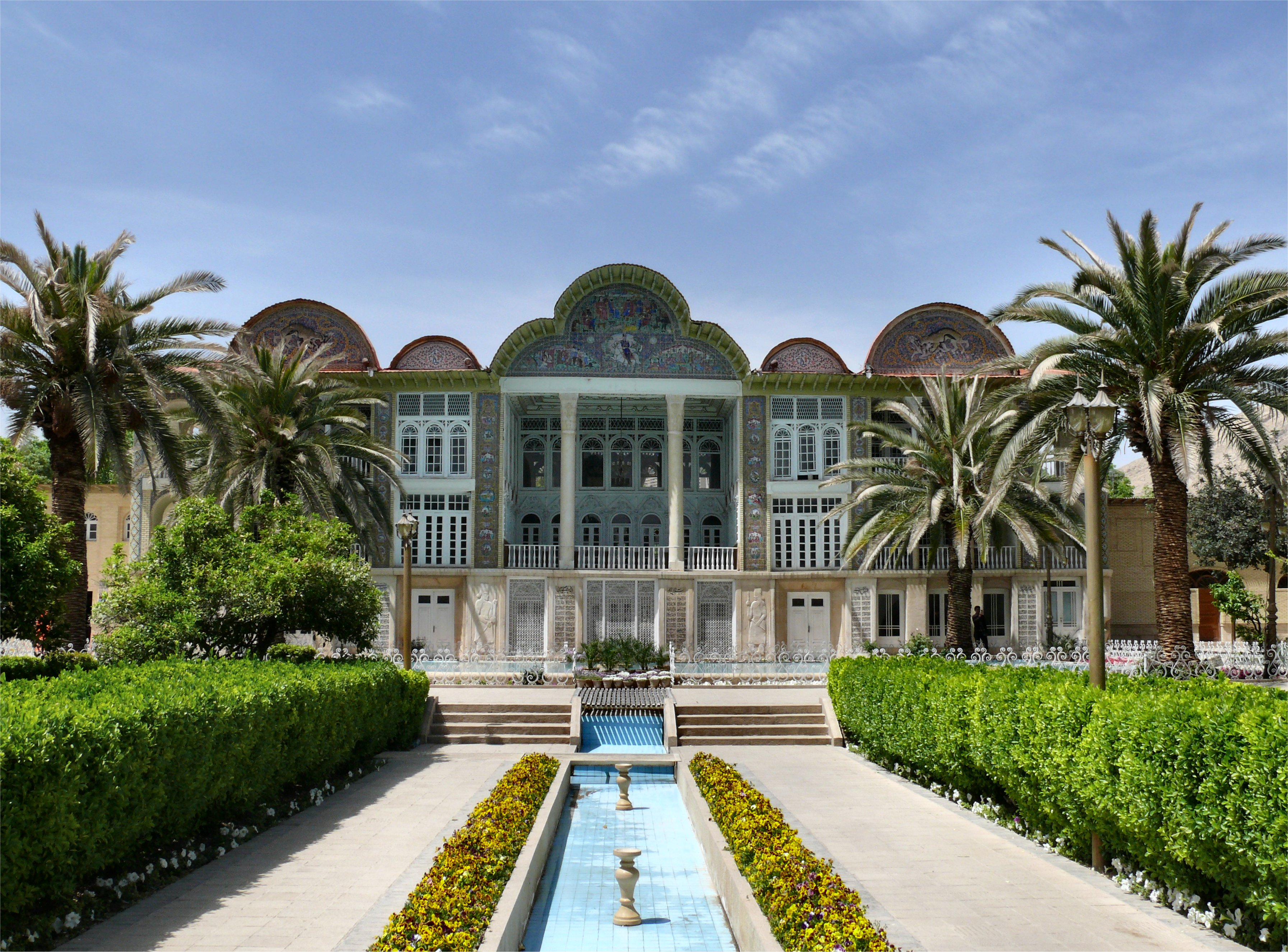
باغ ارم، شیراز

در دورهٔ هخامنشی شهرت باغ‌های ایرانی با پردیس‌ها جهانگیر شد و گزنفون به تکرار از زیبایی و شکوه آنها یاد کرده است. در آن زمان ناحیهٔ پارس پوشیده از باغ‌های مصفا بود و نقوش متعدد درختان سرو که بر روی پلکان‌های تخت جمشید حجاری شده نشان می‌دهد که کاخ‌های مزبور در محوطهٔ باغ‌ها و درخت‌زارهای پهناور واقع شده بوده است؛ همچنین نخستین باغ ایرانی به‌دستور کوروش بزرگ و در پاسارگاد ساخته شد. در دوران بعد از اسلام نیز احداث باغ جزء جدانشدنی زندگی مردم ناحیهٔ فارس به‌شمار می‌رفته است. نوشته‌های مورخان و جهانگردانی که در سده‌های پیشین شیراز را دیده‌اند حاکی است که شهر شیراز را همواره باغ‌های پیوسته به هم تشکیل می‌داده و بیشتر مردم در همین باغ‌ها زندگی می‌کردند. احمدبن ابی یعقوب نویسندهٔ تاریخ یعقوبی که در سدهٔ سوم هجری می‌زیسته می‌نویسد «در شیراز خانه‌ای نیست مگر آنکه صاحب‌خانه را بوستانی است دارای همهٔ میوه‌ها و گل‌ها و سبزی‌ها و هر چه در بوستان‌ها می‌باشد.» مورخان و جهانگردانی نظیر ابن بطوطه جهانگرد مغربی، شاردن و تاورنیه جهانگردان فرانسوی دوران صفوی، میرزا محمد کلانتر فارس در عهد زندیه و فرصت‌الدوله شیرازی در دوره قاجار در آثار خود از استعداد کم‌نظیر سرزمین فارس برای احداث باغ‌های آباد یاد کرده‌اند.
باغ‌های تاریخی
مهم‌ترین باغ‌های استان فارس که دارای ارزش‌های تاریخی و باستانی و هنری فراوانی هستند و تاکنون محفوظ مانده و ازجمله سرمایه‌های ملی ایران به‌شمار می‌آیند، عبارتند از: باغ ایلخانی، باغ تکیه هفت‌تنان، باغ جنت، باغ جهان‌نما، باغ دلگشا، باغ سلطان آباد، باغ سنقری، باغ قوام، باغ گلشن، باغ ناری، باغ نظر (شیراز)، باغ نظر (کازرون)، باغ اقبال‌آباد، باغ کچل‌پادشاه، باغ عفیف آباد، باغ ارم، باغ نوابی.

### گونه‌های جانوری
گونه‌های جانوری استان فارس را در دو بخش می‌توان دسته‌بندی کرد، اول محیط خشکی که از مهم‌ترین جانوران این بخش می‌توان به خرس قهوه‌ای (پاسارگاد)، پلنگ، گراز، گوزن، قوچ، گربه وحشی، سنجاب، گور ایرانی، آهو، کفتار و گرگ و دوم محیط آبی که از مهم‌ترین جانوران این بخش نیز می‌توان به انواع اردک، پلیکان، درنا، غاز، کبک، فلامینگو، دارکوب، تیهو و هوبره اشاره نمود.

#### مناطق حفاظت‌شده
در ایران، منطقه‌های حفاظت شده به محدوده‌ای از عرصه‌های منابع طبیعی گفته می‌شود که به لحاظ ضرورت حفظ و تکثیر نسل جانوران و احیاء آن ضمن رعایت حقوق و بهره‌برداری، جوامع محلی ایجاد گردیده‌اند. استان فارس نیز تعدادی از مناطق حفاظت شده ایران را در خود جای داده است که از مهم‌ترین آن‌ها می‌توان به منطقه‌های پارک ملی بختگان، پارک ملی قطرویه، منطقه حفاظت شده بهرام گور، حفاظت شده ارژن، هرمود، میان‌جنگل و پارک ملی بمو که دارای ۱۱۲ گونه جانوری، ۶۹ گونه پرنده، ۲۱ گونه پستاندار، ۱۹ گونه خزنده، ۳ گونه دو زیست و همچنین گونه‌های مختلف گیاهی می‌باشد اشاره کرد.

## مردم

تراکم جمعیت در استان فارس به تفکیک شهرستان
۱–۹
۱۰–۱۹
۲۰–۲۹
۳۰–۳۹
۴۰–۴۹
۵۰–۶۹
۷۰–۷۹
۸۰–۹۹
>۱۰۰

### جمعیت
در اولین سرشماری رسمی که در سال ۱۳۳۵ خورشیدی صورت گرفت، از میان کل ۱۳ استان کشور در آن زمان، استان فارس و بندرها با جمعیتی معادل ۱٬۳۲۰٬۶۱۴ نفر، نهمین استان پرجمعیت ایران بود، بیست سال بعد در سرشماری سال ۱۳۵۵ خورشیدی جمعیت استان به ۲٬۰۳۵٬۵۸۲ نفر افزایش پیدا کرد، در سرشماری سال ۱۳۷۵ خورشیدی جمعیت استان ۳٬۸۱۷٬۰۳۶ نفر شد و در سرشماری رسمی کشور که در سال ۱۳۸۵ خورشیدی صورت گرفت، استان فارس با جمعیتی معادل ۴٬۳۳۶٬۸۷۸ نفر چهارمین استان پرجمعیت کشور شد، بر طبق برآورد جمعیتی سازمان ملی آمار ایران که در شهریور ماه سال ۱۳۹۰ صورت گرفت، جمعیت استان ۴٬۵۲۸٬۵۱۴ برآورد شد. در سرشماری سال ۱۳۹۵ جمعیت این استان برابر با ۴٬۸۵۱٬۲۷۴ تن بود و جایگاه چهارم را به خود اختصاص داد.
شهر شیراز با ۱٫۹۰۰٫۵۰۰ نفر جمعیت، پرجمعیت‌ترین شهر استان و پنجمین شهر پرجمعیت کشور می‌باشد و پس از آن مرودشت با ۱۴۸٬۸۵۸ نفر، جهرم با ۱۴۱٬۶۳۴ نفر و فسا با ۱۱۰٬۸۲۵ نفر جمعیت، سه شهر پرجمعیت استان به‌شمار می‌آیند.
در میان شهرستان‌ها نیز شهرستان شیراز با ۲٫۳۵۹٫۷۸۹ نفر جمعیت پرجمعیت‌ترین شهرستان استان است و بیش از ۳۹٪ جمعیت استان را در خود جای داده است. پس از شیراز به ترتیب شهرستان‌های مرودشت با ۳۲۳٫۴۳۴ نفر، کازرون با ۲۱۱٫۳۴۱ نفر، فسا با ۲۰۵٫۱۸۷ نفر، داراب با ۲۰۱٫۴۸۹ نفر و جهرم با ۱۸۶٬۲۶۹ نفر پرجمعیت‌ترین شهرستان‌های استان هستند.
جمعیت کوچ نشینان استان فارس در آخرین سرشماری، حدود ۱۳۱٬۷۱۷ نفر و ۲۴٬۸۰۲ خانوار برآورد شد که این رقم از ۴٫۲ درصد در سال ۱۳۵۵ به ۰٫۸ درصد در سال‌های اخیر کاهش داشته است. همچنین نسبت جمعیت شهری به کل جمعیت استان فارس از ۴۲٫۹ درصد در سال ۱۳۵۵ به ۶۱٫۲ درصد در سال ۱۳۸۵ افزایش یافته که بیانگر افزایش میزان مهاجرت روستاییان به شهرها است و این امر نشان دهنده نبودن تعادل در پراکندگی نقاط شهری استان فارس می‌باشد.
| نمودار جمعیت استان فارس بر حسب مناطق شهری و روستایی | نمودار جمعیت استان فارس بر حسب مناطق شهری و روستایی | نمودار جمعیت استان فارس بر حسب مناطق شهری و روستایی | نمودار جمعیت استان فارس بر حسب مناطق شهری و روستایی | نمودار جمعیت استان فارس بر حسب مناطق شهری و روستایی |
| --------------------------------------------------- | --------------------------------------------------- | --------------------------------------------------- | --------------------------------------------------- | --------------------------------------------------- |
| جمعیت                                               | جمعیت                                               |                                                     | درصد                                                | درصد                                                |
| شهری                                                | شهری                                                |                                                     | ۶۱٪                                                 | ۶۱٪                                                 |
| روستایی                                             | روستایی                                             |                                                     | ۳۸٪                                                 | ۳۸٪                                                 |
| غیر ساکن                                            | غیر ساکن                                            |                                                     | ۱٪                                                  | ۱٪                                                  |

| مردان   | سن          | زنان    |
| ------- | ----------- | ------- |
| ۱۱۹٬۷۰۰ | بیشتر از ۶۵ | ۱۰۵٬۸۶۶ |
| ۳۸٬۳۲۷  | ۶۰–۶۴       | ۴۱٬۲۱۸  |
| ۵۶٬۳۹۰  | ۵۵–۵۹       | ۵۹٬۸۰۶  |
| ۸۷٬۹۲۴  | ۵۰–۵۴       | ۸۶٬۱۴۰  |
| ۱۱۳٬۳۱۷ | ۴۵–۴۹       | ۱۰۶٬۳۹۴ |
| ۱۲۶٬۱۳۰ | ۴۰–۴۴       | ۱۲۱٬۰۶۰ |
| ۱۴۹٬۹۷۸ | ۳۵–۳۹       | ۱۴۵٬۵۵۴ |
| ۱۶۷٬۱۹۱ | ۳۰–۳۴       | ۱۶۲٬۴۰۶ |
| ۲۲۶٬۹۴۸ | ۲۵–۲۹       | ۲۲۳٬۳۵۳ |
| ۲۹۶٬۰۶۰ | ۲۰–۲۴       | ۲۹۴٬۸۳۳ |
| ۲۹۲٬۱۵۱ | ۱۵–۱۹       | ۲۸۰٬۴۴۶ |
| ۲۰۷٬۳۶۱ | ۱۰–۱۴       | ۱۹۸٬۱۱۷ |
| ۱۶۱٬۴۴۶ | ۵–۹         | ۱۵۳٬۹۲۷ |
| ۱۶۱٬۹۲۹ | ۰–۴         | ۱۵۲٬۹۰۶ |

### اقوام

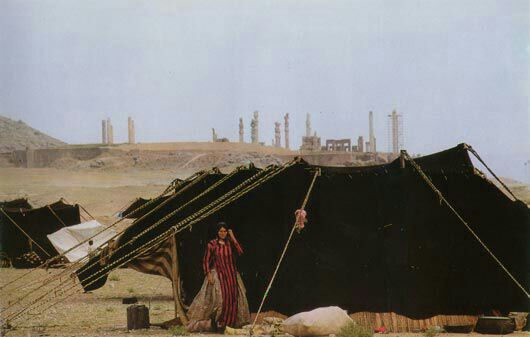
بانویی از ایل باصری در جوار تخت جمشید

مردم فارسی‌زبان بیشینه جمعیت استان فارس را تشکیل می‌دهند و در کنار آن‌ها، اقوام مختلف لر، قشقایی و عرب خمسه زندگی می‌کنند.
یکی از مناطق مهم عشایری و کوچ نشینی ایران، استان فارس می‌باشد که با جمعیت ۱۳۷٬۷۱۷ نفر، حدود ۳۲ درصد جمعیت کوچ نشین کشور و ۳ درصد جمعیت استان را شامل می‌شود. ایل قشقایی، ایل‌های خمسه، ایل ممسنی مهم‌ترین گروه‌های کوچ‌نشین استان فارس هستند.
ایل قشقایی، دومین ایل بزرگ در ایل‌های ایران و بزرگ‌ترین ایل در جنوب کشور است که با هشت طایفه که در فارس به کوچروی ادامه می‌دهد. قشقایی‌ها به زبان ترکی قشقایی سخن می‌گویند.
ایل‌های خمسه یک کنفدراسیون ایلی در فارس متشکل از پنج ایل با خاستگاه قومی متفاوت است که در دوره قاجار بنابر برخی مقاصد سیاسی، اقتصادی و نظامی به فرمان دولت مرکزی تشکیل شد. پنج ایل خمسه شامل ایل‌های ترک‌تبار اینانلو، بهارلو و نفر؛ ایل فارس باصری و ایل عرب هستند. ایل‌های خمسه، دومین گروه ایلی بزرگ فارس، پس از قشقایی‌ها به‌شمار می‌آیند.
ایل ممسنی از قبایل لر استان فارس است که از چهار طایفه رستم، بکش، جاوید و دشمن‌زیاری تشکیل شده است.
نظرسنجی سال ۱۳۸۹
طی پژوهشی که به سفارش شورای فرهنگ عمومی در سال ۱۳۸۹ انجام شد و براساس یک بررسی میدانی و یک جامعه آماری از میان ساکنان ۲۸۸ شهر و حدود ۱۴۰۰ روستای سراسر کشور، درصد اقوامی که در این نظر سنجی نمونه‌گیری شد در این استان به قرار زیر بود:
| اقوام استان فارس | اقوام استان فارس | اقوام استان فارس | اقوام استان فارس | اقوام استان فارس |
| ---------------- | ---------------- | ---------------- | ---------------- | ---------------- |
| قومیت            | قومیت            |                  | درصد             | درصد             |
| فارس             | فارس             |                  | ۸۰٪              | ۸۰٪              |
| ترک‌زبان          | ترک‌زبان          |                  | ۱۰٪              | ۱۰٪              |
| لر               | لر               |                  | ۷٫۷٪             | ۷٫۷٪             |
| گیلک             | گیلک             |                  | ۰٫۲٪             | ۰٫۲٪             |
| کُرد              | کُرد              |                  | ۰٫۱٪             | ۰٫۱٪             |
| عرب              | عرب              |                  | ۰٫۱٪             | ۰٫۱٪             |
| سایر و بدون جواب | سایر و بدون جواب |                  | ۱٫۸٪             | ۱٫۸٪             |

### زبان و گویش
زبان اکثریت و رسمی مردم استان فارس، مانند زبان رسمی ایران، فارسی است. پیش از اسلام زبان ایرانیان زبان فارسی میانه بوده است که امروزه پس از تغییراتی به صورت زبان فارسی امروزی درآمده و در بین بیشتر مردم استان مورد استفاده قرار می‌گیرد. از سده دوم و سوم زبان فارسی دری که ریشه در پارسی میانه داشت جای زبان پارسی میانه را گرفت و توجه حکومت و نویسندگان و شعرا به آن موجب شد که به صورت زبان رسمی درآید. امروزه لهجه‌ها و گویش‌های فارسی شیرازی، باصری، جهرمی، اردکانی، سرحدی، تاجیکی و کازرونی در این استان تکلم می‌شوند. گویش باصری منحصر به افراد ایل باصری است که شباهت‌ها و اشتراکات زیادی یا لهجه شیرازی دارد. این لهجه‌ها اگرچه عمدتاً متعلق به زبان فارسی هستند اما در پاره‌ای از حالات صرفی و اصطلاحات با فارسی معیار متفاوت اند و گاهی حتی شیوه‌های صرفی پارسی میانه را در خود نگاه‌داشته‌اند.
علاوه بر زبان فارسی، زبان‌های شناسایی‌شده استان فارس عبارتند از اَچُمی، قشقایی، لری، سیوندی، کوهمره‌ای (بککی) و عربی خمسه. همچنین گویش‌هایی مانند کُرُشی، عبدویی، کُرونی، دوانی، اردکانی و نیز در این استان رواج دارد؛ بیشتر این گویش‌ها در ایران منحصربه‌فرد بوده. گویش مردم سیوند فارس به‌دلیل آمیخته نشدن با عربی و تعلق به زبان‌های ایرانی شاخهٔ شمال باختری درخور اهمیت است. زبان اچمی که با زبان‌های فارسی، لری و تاتی هم‌خانواده است؛ زبان مردم شهرستان‌های جنوب استان فارس (لارستان، خنج، گراش، اوز، جویم، قسمت‌هایی از لامرد، جمیعت زیادی از مهاجران اچم در شیراز) و استان هرمزگان (بستک، بندر لنگه، پارسیان، بندر خمیر، جزایر، قسمت‌هایی از حاجی‌آباد و بندرعباس) و قسمت‌هایی از شرق استان بوشهر در ایران و کشورهای حوضه خلیج فارس است. عشایر قشقایی به زبان ترکی قشقایی سخن می‌گویند. زبان ترکی قشقایی و آذربایجانی از یک خانواده‌اند. زبان لری نیز به‌طور عمده در شهرستان‌های ممسنی و رستم رواج دارد. همچنین زبان عربی در میان عشایر عرب خمسه صحبت می‌شود.

## فرهنگ
با تکوین و رشد شهرنشینی، فرهنگ مردم دچار دگرگونی و تغییرات ساختاری شده است. ویژگی‌های قومی و فرهنگی مختلفی در میان اقوام و عشایر وجود دارد. عشایران هنوز ویژگی‌های سنتی را حفظ کرده‌اند. استان فارس یکی از استان‌هایی‌است که بالاترین جمعیت عشایری کشور را دارد. فرهنگ مردم فارس در کل به بخش‌های متعدی مانند جشن، موسیقی، پوشاک و خوراک تقسیم می‌شود. در بخش موسیقی می‌توان به عاشیقهای قشقایی، چنگیان و ساربانان اشاره کرد. موسیقی بومی ایل قشقایی با نام عاشیقها، چنگیان و ساربانان درآمیخته و در این میان موسیقی عاشیقی از جایگاه والایی برخورداراست، موسیقی عاشیقی کهن و گسترده است و با شعر فولکوریک درآمیخته است عاشیقها برای رویدادهای غمناک و شاد نوایی دارند. در هنر عاشیقی، حماسه و در شعر آن نیز عرفان مقامی شایسته دارد. پیشینه مکتوب شعر و ادبیات در میان ایل قشقایی به بیش از ۲۵۰ سال پیش می‌رسد. اشعار شاعران گمنام سینه به سینه نقل می‌شود و به گنجینه فولکلوریک قشقایی‌ها غنا می‌بخشد. شعر قشقایی را همه‌جا می‌خوانند در عروسی، در عزا و در زمان شادی و غم. شعر عروسی‌ها همراه پایکوبی و شعر عزا همراه با حزن و اندوه خوانده می‌شود. رقص‌های محلی و بومی قشقایی‌ها نیز که با آهنگ جنگ‌نامه توأم است عمدتاً به صورت گروهی اجرا می‌شود و در این میان رقص چوب به لحاظ شیوهٔ اجرا و حرکات ریتمیک اجراکنندگان آن، از جذابیت خاصی برخورداراست. پوشاک مردمان فارس به‌دلیل گوناگونی فرهنگی، بسیار متنوع است و از میان آن‌ها می‌توان به قبا (آرخالق)، شال و چقه اشاره کرد.

### غذاها
از غذاها و خوراکی‌ها استان فارس می‌توان به آش کارده، آش سبزی صبحانه، کلم پلوی شیرازی، کوفته هلو، دو پیازه آلو، کوفته سبزی، فالوده و دم‌پخت عدس اشاره نمود.
همچنین شکر پلو، آش انار، یخنی نخود، بادام سوخته، قرمه به، رب پلو، یخنی عدس کلم، شکر پنیر، حلیم بادمجان، حاجی بادام، مهیاوه حلوای کاسه، دوای آرد و روغن، آش ماست، پاچه پلو، قنبرپلو، آب پیازک، رنگینک و شامی نیز از غذاهای مخصوص شهر شیراز هستند.

### صنایع دستی

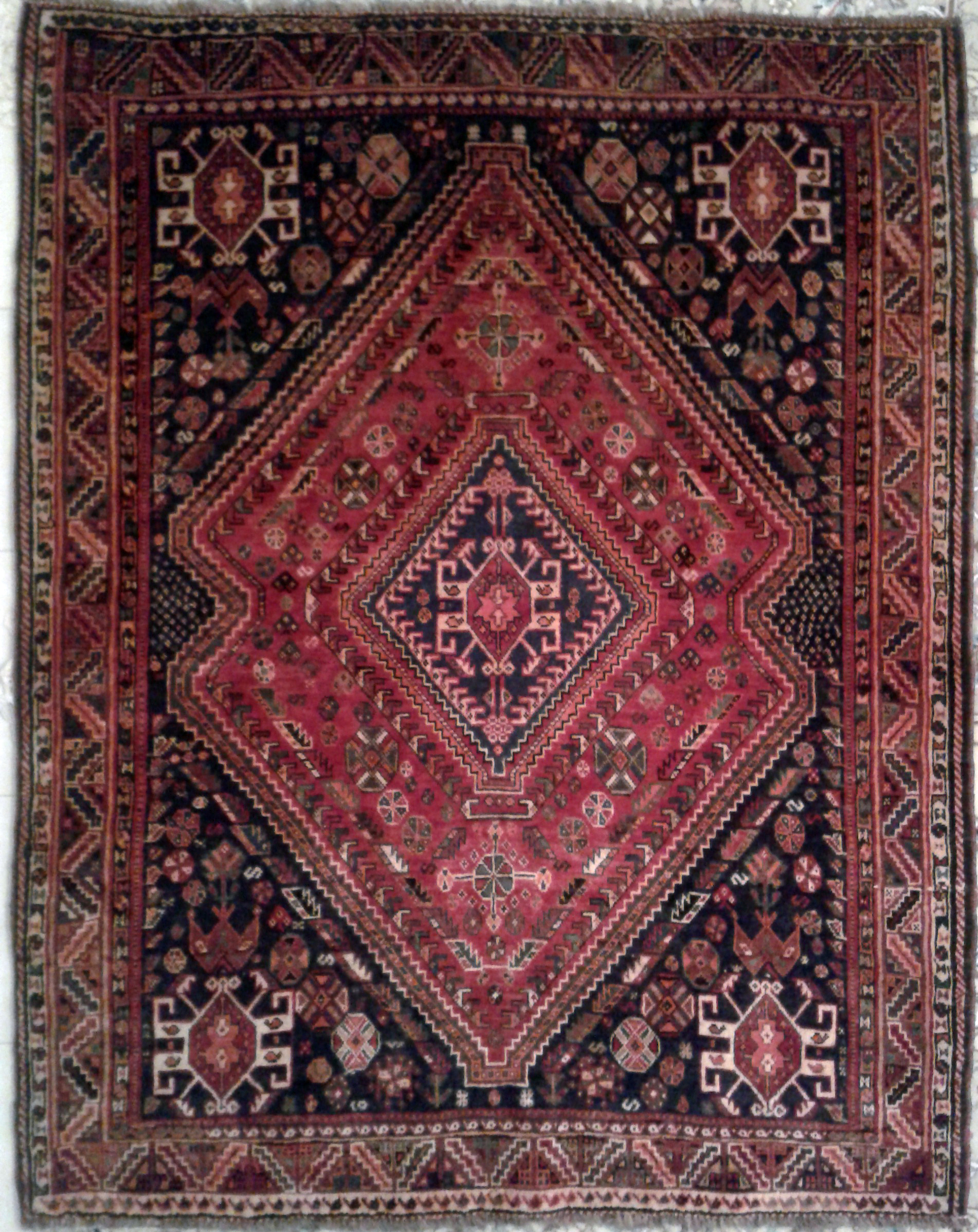
نمونه‌ای از قالیچه‌های ایل باصری

قالی، گلیم و گبه از مهم‌ترین صنایع دستی استان محسوب می‌شوند، پس از آن باید از خاتم، خاتم سازی و خاتم کاری و پس از آن معرق‌کاری روی چوب، منبت کاری چوب، نقاشی روی چوب و سفال و سرامیک، کاشی معرق و کاشی هفت رنگ یاد کرد. از رشته‌های رایج در استان فارس طراحی و نگارگری (نگارگری، گل و مرغ‌سازی، تذهیب و تشعیر) است. رنگرزی گیاهی و استفاده از مواد ملونه طبیعی در رنگرزی خامه و ابریشم نیز کاری پررونق در استان فارس است. در زمینه فلزکاری و هنرهای مرتبط با فلز نیز می‌توان از آثار قلمزنی روی نقره یاد کرد. از سایر رشته‌های صنایع دستی رایج در این استان می‌توان به دوخت لباس‌های محلی، عروسک‌سازی، پیکرتراشی، نمدمالی، رودوزی‌های سنتی، بافتنی، نقشه‌کشی فرش و گلیم اشاره کرد.

### معماری
نوعی از هنرهای دستی در معماری ساختمان‌ها کاربرد دارد. ازجمله آن‌ها نقاشی پرندگان، گل، شاخه درختان و فرشتگان بر سقف‌های بسیاری از عمارت‌های قدیمی نظیر نارنجستان قوام، خانه زینت‌الملوک دیده می‌شوند و همچنین کاشی‌های هفت رنگی که در عمارت‌های باغ عفیف‌آباد و باغ ارم وجود دارند.
آینه‌کاری و گچ‌بری و منبت‌کاری که در امامزاده‌هایی مانند شاهچراغ به چشم می‌خورند. در و پنجره‌های چوبی در ساختمان‌های قدیمی مانند مسجد نصیرالملک و کارهای دستی در عمارت کلاه‌فرنگی آباده و طرح مسجد کبیر نی‌ریز هم از این دست هستند.

### صنایع‌دستی مشهور
تولید انواعی از صنایع دستی در مناطق عشایری و روستایی و نیز در شهرهای استان فارس رواج دارد. قالی‌بافی و گبه‌بافی بیشتر در بخش‌ها و روستاها به وسیله زنان بافته می‌شود. خیمه‌بافی و گلیم‌بافی و جاجیم‌بافی و تنچه‌بافی در میان عشیره‌ها و تیره‌های قشقایی رایج است.
خاتم‌کاری، نقره‌کاری، قلم‌زنی، منبت‌کاری، شیشه‌سازی و کاشی هفت‌رنگ‌سازی در شیراز رایج است.
حصیربافی با برگ نخل در جهرم، منبت‌کاری و گیوه‌بافی در آباده، سفال‌کاری، سرامیک‌سازی و کاشی‌سازی در استهبان و حصیربافی، سبدبافی و بوریابافی در کازرون مشهور است.

### سوغات

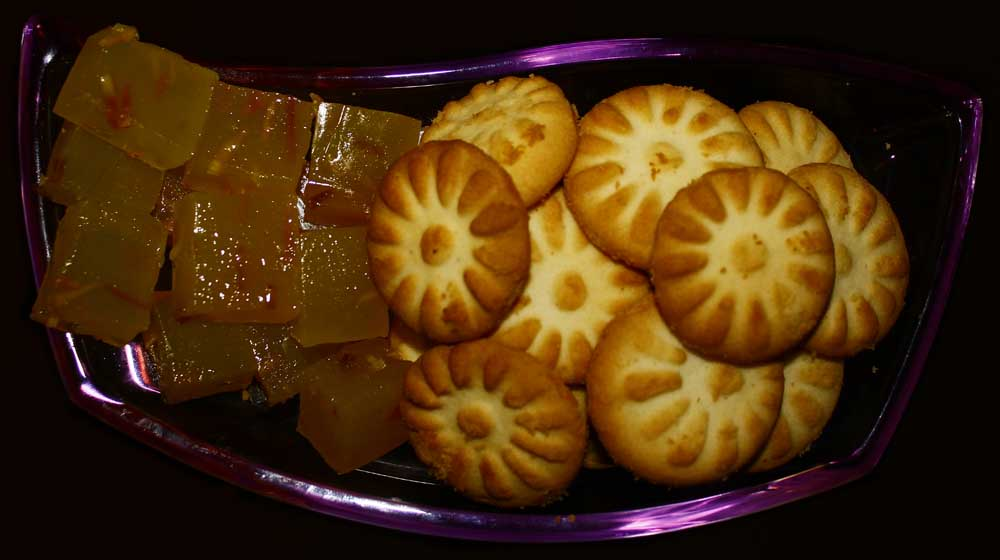
کلوچه مسقطی شیرازی، از سوغات استان فارس می‌باشد.

شهر شیراز محل آثار دوران کهن ایران، با داشتن خاتم‌کاری، طلاسازی، و نقره‌کاری محل معتبری برای خرید سوغات این استان است. خاتم این شهر بی‌نظیر است و ظرافت و هنر را در هر قطعهٔ ساخته‌شده می‌توان مشاهده کرد. قالی، گلیم و جاجیم عشایری استان فارس رنگ و بوی آمیختگی با طبیعت دارد و جزء سوغات‌های اصلی این استان به‌شمار می‌آید. از دیگر سوغات‌های استان فارس می‌توان به آبلیمو، انار، انجیر، ترشی‌جات، چرم، حنا، خراطی، خرما، زعفران، سفیداب، سنگ‌تراشی، شیشه‌گری، بهار نارنج، ظروف سفالی، عرقیات، مسقطی لاری، فلزکاری، کیسه حمام، گبه، کلوچه و مسقطی، نان یوخه، منبت‌کاری و نمد اشاره کرد.

## اقتصاد

### صنایع و محصولات
کشاورزی و دامداری دو منبع مهم اقتصادی استان فارس می‌باشند. مهم‌ترین فراورده‌های کشاورزی استان فارس شامل غلات، پرتقال، (گندم و جو)، مرکبات، میوه‌جات، خرما، چغندرقند، پنبه، ذرت، خرما، انجیر و زعفران می‌باشد. آبلیموی جهرم نیز که معمولاً به نام سوغات شیراز شناخته می‌شود، دارای شهرت زیادی‌است. استان فارس رتبه نخست تولید گندم در کشور را به خود اختصاص داده است.
خودروسازی، پتروشیمی، صنایع مخابرات، غذاهای فرآوری شده، لبنیات، صنایع داروسازی، سیمان، پارچه بافی، شکر و قند، نوشیدنیهای غیر الکلی، صنایع گوشتی، پالایشگاه، نفت، پتروشیمی، لاستیک‌سازی و صنایع الکترونیک از مهم‌ترین صنایع استان فارس به‌شمار می‌آیند.

#### محصولات کشاورزی و دامی
بخش کشاورزی در استان فارس که سهم عمده‌ای از تولید ناخالص ملی را به خود اختصاص می‌دهد، یکی از مهم‌ترین نقش‌های تولید، اشتغال و امنیت غدایی ایران را دارد به‌طوری‌که بسیاری از محصولات کشاورزی استان مانند انواع غلات و مرکبات رتبه اول تا سوم کشور را به خود اختصاص داده‌اند، حتی تولید و صادرات انجیر شهرستان استهبان و شهرستان نی‌ریز در جهان رتبه اول را به خود اختصاص داده است. همچنین در تولید انار نیز انواع انار شهرستان نی‌ریز در ایران مشهور می‌باشند.
مرکبات جهرم درصد بالایی از تولید مرکبات ایران را به خود اختصاص داده است. حدود ۳۵ درصد کل لیموترش کشور جهرم تولید می‌شود و علاوه بر مصارف داخلی به کشورهای آسیایی، اروپایی و حوزه خلیج فارس صادر می‌شود. صادرات لیمو ترش جهرم در سال ۱۳۹۴، ۱۶۵ میلیون دلار ارزآوری داشته است. شهرستان جهرم تأمین کننده بیش از ۲٫۱ درصد خرمای دنیا است و خرمای شاهانی از مرغوب‌ترین ارقام زیر کشت این محصول در جهرم بوده که عمده نخلستان‌های شهرستان را در بر می‌گیرد.
درحال حاضر، از میان مهم‌ترین محصولات کشاورزی استان فارس می‌توان به گندم، جو، برنج، ذرت دانه‌ای، پنبه، چغندر قند، دانه‌های روغنی، سیب‌زمینی، پیاز، گوجه فرنگی، خرما، انار و محصولات جالیزی و نباتات علوفه‌ای اشاره کرد که در این میان، جایگاه استان در کشور برای محصولات گندم، ذرت دانه‌ای، دانه‌های روغنی و گوجه فرنگی اول، محصولات جالیزی و نباتات علوفه‌ای دوم، جو، برنج، پنبه، چغندر قند، سیب‌زمینی و پیاز سوم می‌باشد.
در حوزه محصولات دامی نیز استان فارس در سال ۱۳۹۲ مقام نخست تولید گوشت قرمز، چهارم تولید شیر، سوم تولید مرغ، پنجم تخم مرغ و چهارم عسل در کشور را به خود اختصاص داده است.

### بورس
در تاریخ پنج شنبه ۳۰ مرداد ۱۳۸۲ بورس شیراز به عنوان چهارمین تالار بورس پس از بورس مشهد به حلقه بازار سرمایه ایران پیوست در سال ۱۳۸۹ شمسی تعداد شرکت‌های پذیرفته شده در بورس استان فارس ۱۹ شرکت است که دو شرکت در بازار اول و ۱۷ شرکت در بازار دوم قرار دارند. متوسط ارزش روزانه خرید و فروش سهام در بین سال‌های ۱۳۸۷ الی ۱۳۸۸، ۱۶ هزار و ۴۷۹ میلیون ریال بوده است

### خودروسازی

#### ایران‌خودرو فارس
شرکت ایران‌خودرو فارس در تاریخ ۱۳۸۶/۲/۸ خورشیدی در اداره ثبت شرکت‌ها و مالکیت صنعتی تهران به ثبت رسید و در تاریخ ۸۹/۱۲/۱۶ خورشیدی با حضور رئیس‌جمهور و مدیرعامل شرکت ایران‌خودرو در کیلومتر ۴ بولوار ولایت سلامی جنوبی شهر شیراز افتتاح شد، هم‌اکنون در شرکت ایران‌خودرو فارس انواع خودرو پژو پارس تولید می‌شود.

#### خودروسازان جنوب
گروه خودروسازان جنوب از اردیبهشت ۱۳۸۰ فعالیت خود را در زمینه طراحی و تولید خودروهای کانسپت و در ابتدا به صورت کارگاهی آغاز نمودند، این شرکت در مهرماه ۱۳۸۱ خورشیدی به‌طور رسمی در شهر شیراز ثبت گردید و هم‌اکنون در منطقه ویژه اقتصادی شیراز به فعالیت می‌پردازد.
درحال حاضر این شرکت به تولید انواع خودرو بنزینی و الکتریکی می‌پردازد، که از مهم‌ترین آن‌ها می‌توان به خودروهایی همچون Minor B، Minor C، انواع کلاب کارت، انواع خودروهای آفرود کوچک، کامیونت و لیموزین اشاره کرد.

### ذوب‌آهن و فولاد

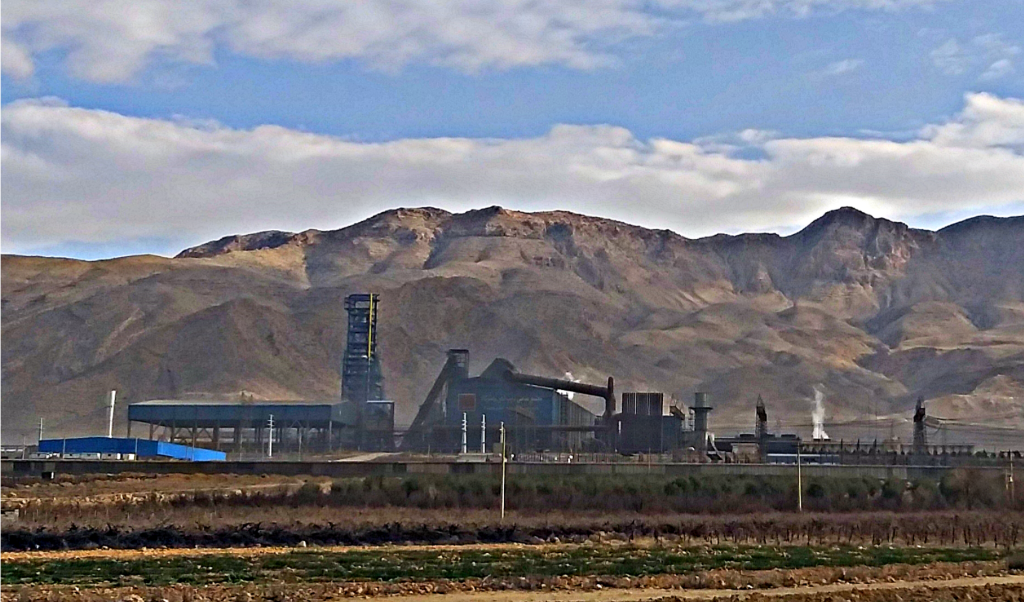
مجتمع فولاد پاسارگاد کوار

هم‌اکنون دو کارخانه ذوب‌آهن پاسارگاد کوار و فولاد غدیر نی‌ریز در استان درحال بهره‌برداری هستند. برنامه‌های فولاد پارس اقلید و خرامه نیز در دست ساخت هستند. مجتمع صنایع آلومینیوم جنوب نیز بزرگ‌ترین کارخانه آلومینیوم ایران است که در لامرد درحال فعالیت می‌باشد.

### پتروشیمی‌ها و پالایشگاه‌ها
همچنین از پالایشگاه‌های مهم این استان می‌توان به پالایشگاه شیراز و پالایشگاه گاز پارسیان شهرستان مهر اشاره کرد. شرکت پتروشیمی شیراز نیز یکی از مهم‌ترین شرکت‌های پتروشیمی محسوب می‌گردد. پتروشیمی‌های جهرم، کازرون، داراب، فیروزآباد، فسا و ممسنی از دیگر پتروشیمی‌های استان می‌باشند.

### شهرک‌های صنعتی
تا نیمه خرداد سال ۱۳۹۰ خورشیدی، تعداد ۴۶ شهرک صنعتی در استان فارس وجود داشته است که شامل ۱۳۴۷ واحد صنعتی بهره‌برداری شده بوده که این میزان برای ۱۸۶۳۲ نفر اشتغال ایجاد کرده است. همچنین میزان سرمایه‌گذاری در واحدهای صنعتی واقع در شهرک‌های صنعتی فارس ۹۰۵۹۳۴۸ میلیون ریال بوده است، از مهم‌ترین این شهرک‌ها می‌توان به شهرک‌های صنعتی جهرم، کازرون، آب باریک، آباده، اقلید، شیراز، سپیدان، نورآباد، سروستان، فسا، داراب، گراش، استهبان، لار و فیروزآباد اشاره کرد.
همچنین شهرک صنعتی شیراز صنایع کوچک و بزرگ بسیاری را در خود جای داده است که از میان آن‌ها کارخانجات الکترونیکی متعددی ازجمله خودروهای برقی، صنایع الکترونیک ایران (صاایران)، زیمنس، ITMC و صنایع قطعات الکترونیک ایران می‌باشد. صنایع فناوری اطلاعات از بزرگ‌ترین صنایع این شهر به‌شمار می‌رود که با شهرهای بزرگی در زمینهٔ تبادل صنایع فناوری اطلاعات در جهان مانند مونیخ و برلین (در زمینهٔ کارخانجات زیمنس) در ارتباط می‌باشد.

### مناطق ویژه اقتصادی
منطقه ویژه اقتصادی شیراز
منطقهٔ ویژهٔ اقتصادی شیراز در نیمروز خاوری این شهر و در فاصله ۹ کیلومتری فرودگاه بین‌المللی شیراز قرار گرفته است. در این منطقه می‌توان تولیدات مازاد بر ارزش افزوده را بدون هیچ‌گونه محدودیت و با حداقل تشریفات صادر نمود یا با انجام تشریفات، بر اساس مقررات صادرات و واردات کشور کالا به داخل وارد کرد. مساحت این منطقه ۱۰۰۰ هکتار می‌باشد که به ۵ فاز مختلف با مساحت‌های ۱۳۰ هکتار، ۱۷۰ هکتار، ۲۹۰ هکتار، ۱۸۰ هکتار و ۲۳۰ هکتار تقسیم شده است.
منطقه ویژه اقتصادی کازرون
منطقه ویژه اقتصادی کازرون منطقه‌ای تجاری و صنعتی در مرکزیت غرب فارس و در ۱٫۵ کیلومتری شمال شهر کازرون است. این منطقه ویژه اقتصادی در سال ۱۳۸۹ در هیئت دولت تصویب شد و در سال ۱۳۹۳ آغاز به کار کرد. مساحت کنونی آن ۱۸۳ هکتار است و در طرح‌های توسعه‌ای این منطقه، الحاق ۲۰۰ هکتار زمین دیگر پیش‌بینی شده تا مساحت آن به بیش از ۳۸۰ هکتار افزایش یابد. گمرک منطقه ویژه اقتصادی کازرون نیز از سال ۱۳۹۹ آغاز به کار کرد. تاکنون ۷ قرارداد بزرگ سرمایه‌گذاری در منطقه ویژه اقتصادی کازرون منعقد شده است.
منطقه ویژه اقتصادی جهرم
عملیات اجرایی منطقه ویژه اقتصادی جهرم که به عنوان نخستین منطقه ویژه استان فارس بعد از شیراز است، در دی ماه ۱۳۹۰ با حضور معاون وزیر صنعت، معدن و تجارت آغاز شد. این منطقه در بزرگراه جهرم-شیراز و در فاصله حدود ۳۵ کیلومتر از جهرم واقع شده است. طراحی منطقه ویژه جهرم در دو فاز به انجام رسیده است که فاز اول آن حدود ۷۳ هکتار و فاز دوم آن حدود ۲۶۷ هکتار و در کل حدود ۳۴۰ هکتار وسعت دارد.
منطقه ویژه اقتصادی لامرد
منطقه ویژه اقتصادی لامرد در شش کیلومتری شمال شرق شهر لامرد و در وسعتی برابر با ۸۵۰۰ هکتار در راستای پیشگیری از خام فروشی گاز طبیعی، تولید محصولات با ارزش افزوده بیشتر، تکمیل زنجیره تولید پتروشیمی، آلومینیوم و فولاد از مواد اولیه تا محصولات نهایی و افزایش صادرات غیرنفتی ایجاد شده است.

## انرژی و منابع آن

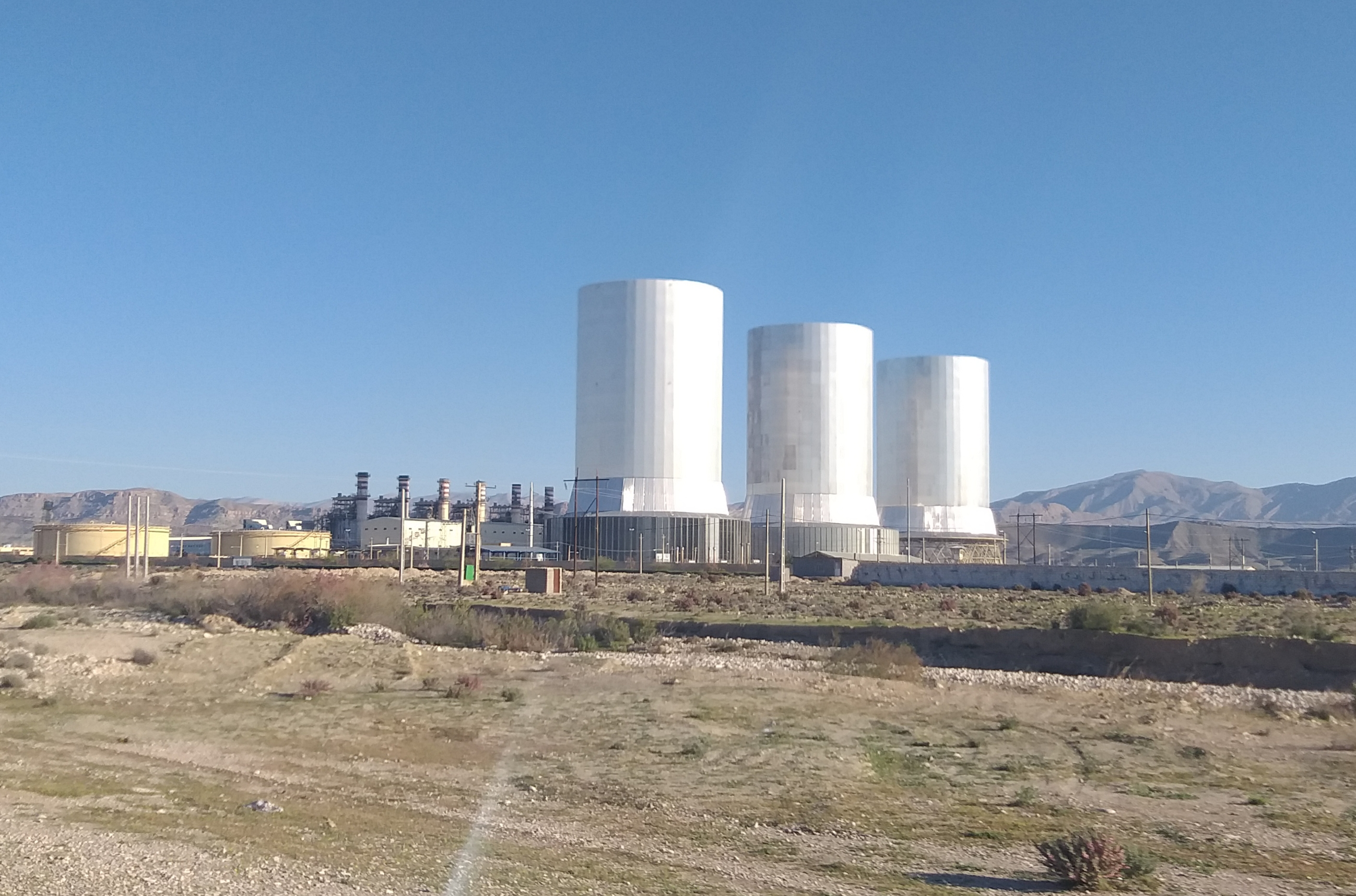
نیروگاه سیکل ترکیبی جهرم

### انرژی فسیلی
نیروگاه سیکل ترکیبی کازرون، نیروگاه سیکل ترکیبی جهرم، نیروگاه سیکل ترکیبی فارس، نیروگاه حافظ و نیروگاه گازی شیراز از مهم‌ترین نیروگاه‌های استان فارس هستند.

### انرژی خورشیدی
نیروگاه خورشیدی شیراز نخستین نمونه از نوع خورشیدی سهموی خطی است که در ایران توسط متخصصان داخلی ساخته شده است. درحال حاضر توان این نیروگاه ۲۵۰ کیلووات است که در برنامه توسعه پنجم قرار به تأمین ۵۰۰ کیلو وات می‌باشد

### انرژی بادی
اولین توربین بادی استان فارس به ظرفیت ۶۶۰ کیلو وات در تاریخ ۲۱ بهمن ماه ۸۹ در منطقه بابا کوهی شیراز افتتاح گردید.

### راه‌آهن

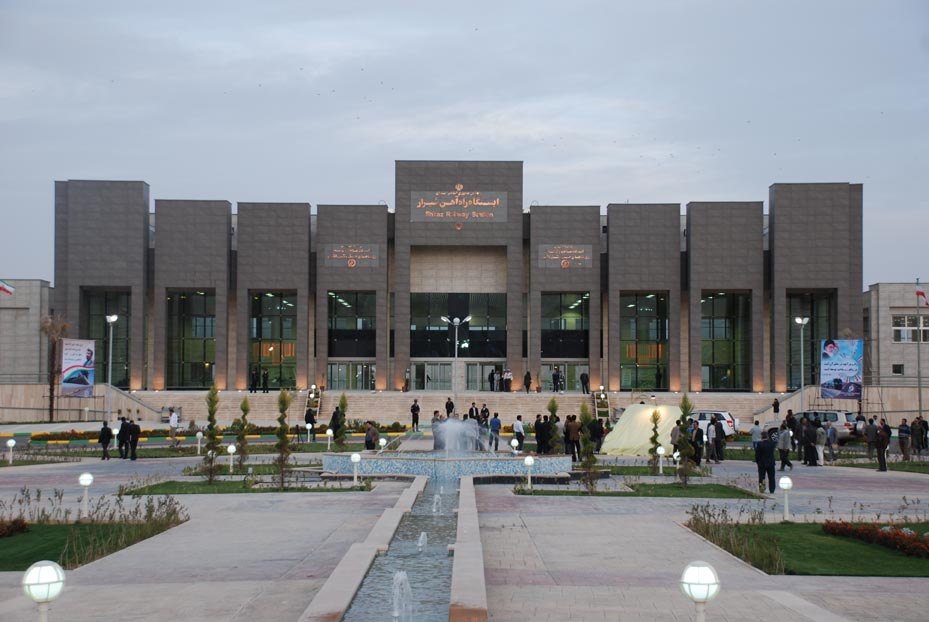
ایستگاه قطار شیراز

### آزادراه و بزرگراه

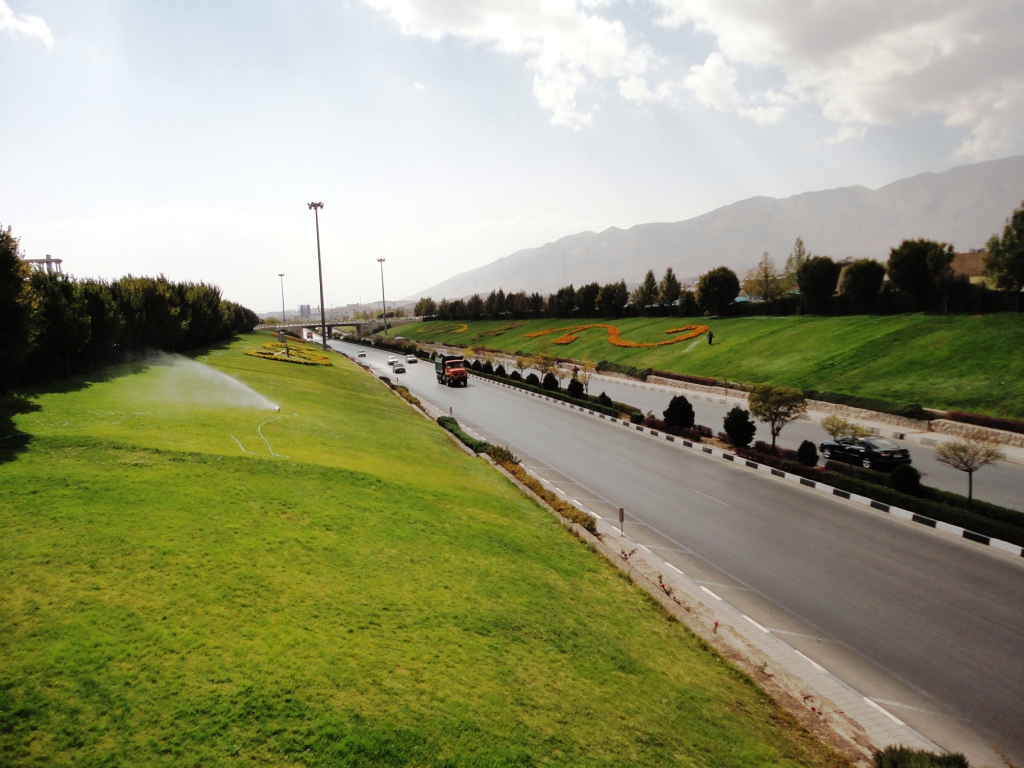
بزرگراه شیراز-سپیدان

## رسانه‌ها

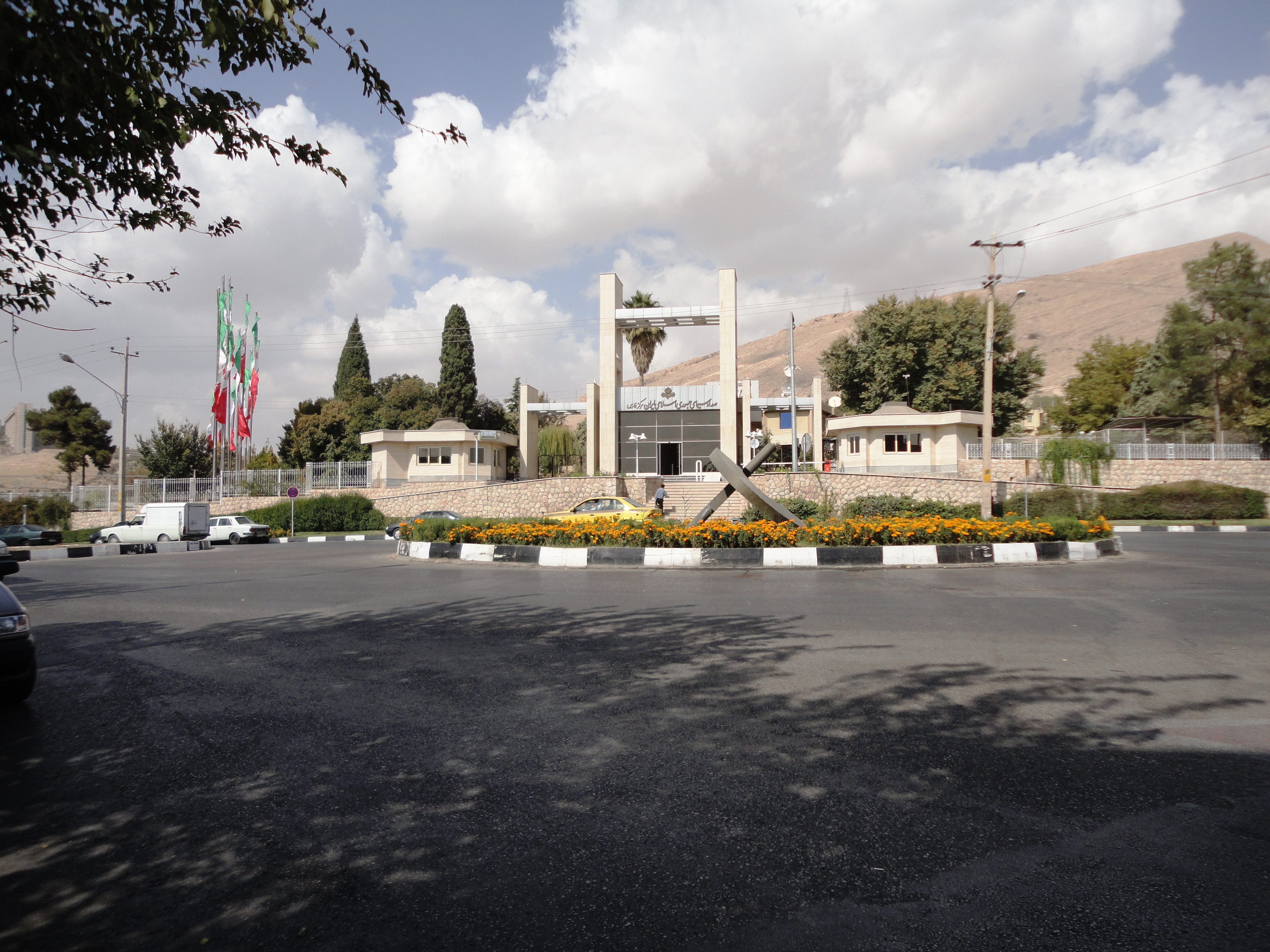
صداوسیمای فارس

## ورزش و تفریح

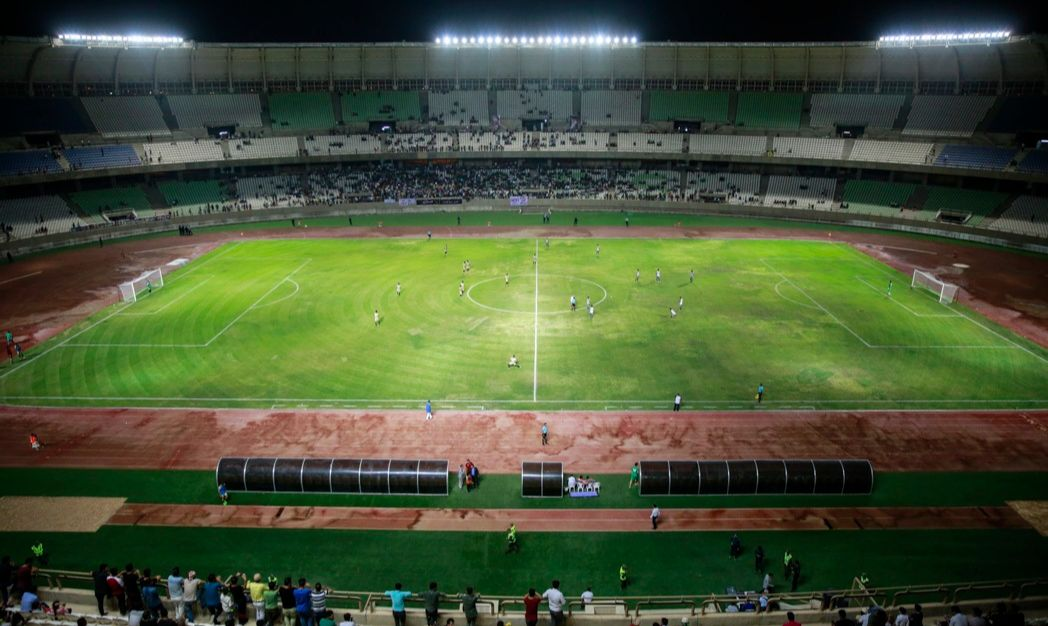
ورزشگاه پارس شیراز

### پیست اسکی

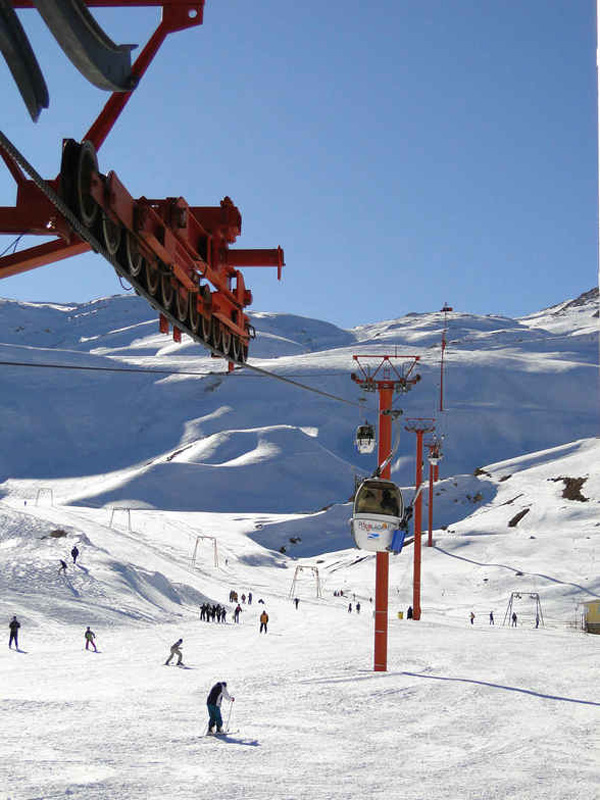
پیست اسکی پولادکف، دومین پیست بزرگ بین‌المللی ایران